# コンパクトカセット
コンパクトカセットは、オランダの電機メーカーであるフィリップス社が1962年に開発した、フェライトを素としたオーディオ用磁気記録テープ媒体の規格である。小型かつ安価である事から民生用記録メディアの事実上の標準となり、20世紀後半の音楽市場を支えた。「カセットテープ」、「アナログカセット」、「フィリップスカセット」などとも呼ばれる。また1990年代初頭に登場したDCC（デジタルコンパクトカセット）に対するレトロニムとして、ACC（アナログコンパクトカセット）と表記することもある。

## 歴史

### 前史
1950年代以降、オープンリール式だった録音テープを扱いやすくするため、1958年にアメリカのRCA社が「カートリッジ」を考案したのを端緒に、世界の各社が「カセット」「マガジン」などの名前と仕様で、磁気テープをケースの中に収納したものを開発し始めた。ソニーでは1957年にリールを2段重ねにしてテープをマガジン状に収納した「ベビーコーダー」を発売しており、これは他社に先駆けてテープのカセット化、レコーダーの小型・軽量化を行ったものだったが、普及するまでには至らなかった。
また、中にはオープンリール式同様に一方向回転でエンドレス構造とした8トラック方式（1965年）のような事例があった一方、同一規格リール2個をカートリッジ内に固定し、テープ上トラックを2セットに分けたうえで、両回転方向で往復（片方向送り専用に比して2倍）の録音・再生ができる構造とし、長時間録音を可能とした製品も見られた。

### 標準規格化
往復型カートリッジの中でもフィリップスの製品開発部長ルー・オッテンスが主導し開発したコンパクトカセットは小型の割に音質が良かった。
当時ソニー第2製造部長の大賀典雄は「カセットの世界標準をつくりたい」と考えていたが、ソニー1社で行うのは困難であると感じていた。1963年9月のベルリンで開かれたショーの会場で、ドイツのグルンディッヒが大賀に「DCインターナショナル」というカセットの規格化の話を持ち込み、一方でフィリップスのデッカーが来日した際、既に発売されていたコンパクトカセットを一緒に広めようと話を持ち掛けてきた。
大賀はコンパクトカセットを採用することに決め、特許使用料の話になるが、当初フィリップスは日本中の各社に1個につき25円を提示するが、大賀は無料を主張した。その後の話し合いの結果、ソニーには無料ということになったが、独占禁止法や他メーカー間の信頼を考慮した結果、1965年にフィリップスが互換性厳守を条件に基本特許を無償公開したため、多くのメーカーの参入を得て事実上の標準規格となった。このため単に「カセットテープ」の呼称でも通じるようになっている。

### 普及
日本の磁気テープ産業は1965年のオープンリール当時、約35億円で、輸出もほとんどなかったが、コンパクトカセットが誕生し、音楽にも使用され始めた1969年には100億円を突破、1981年にはオーディオテープだけで約1300億円の産業となり、輸出額も660億円となった。
性能に関しても、当初はテープ幅の狭さやテープ速度の遅さによる制約から会話録音や BGM 程度までのメディアと考えられ、語学学習などへの活用も目立っていたが、1960年代末頃から性能が大きく向上し、1970年代には携帯が容易な音楽用メディアとして広く普及した。メディアが廉価で長時間再生に適することもあって、録音媒体としてレコードのダビング、放送番組を録音するエアチェックなどに幅広く活用された。1980年代まではレコードのダビングとラジオ録音、1990年代まではCDのダビングとラジオ録音に多く用いられた。音楽の交換のため、ステレオやラジカセなどを用いた、カセット同士でのダビングも良く行われていた。
カーオーディオの分野においても、先行する8トラックカートリッジ方式に比べて小さなコンパクトカセットはスペースの限られる自動車のダッシュボードにデッキを配置しやすく、実用上の耐久性にも優れ、1970年代から1980年代にかけ隆盛を極めた。
また、全盛期にはコンパクトカセットはある種のファッションと見做され、デザイン面で大きな変化を遂げた。まず、1979年のウォークマンの発売で、場所を選ばず音楽を聴く事が可能になると、コンパクトカセット自体がファッション化した。1980年代のコンパクトカセットのデザインは、若者が外に持ち出す用途を考慮して徐々にカラフルになって行ったが、あくまで同じ形のプラスチックケースに同じ形のシールを貼り付けた程度の、統一的なデザインであった。しかし、全盛期としては末期の1990年代になると、プラスチックケース自体に画像を印刷したコンパクトカセットがソニー，TDK，マクセル，AXIAを筆頭として多数発売された。例えば、ソニーのCDixシリーズでは、グラフィティやレトロフューチャーのデザインを全面に用いた製品が存在した。

#### 派生的用途
音楽制作の現場では、テープを片面方向のみに使用し、両面それぞれの左右チャンネルの合計4チャンネル、あるいは特殊なヘッドで8チャンネルの再生・録音を可能にしたマルチトラック・レコーダー (MTR) の記録媒体として重宝された。
またコンパクトカセットは、コンピューター分野ではCMT（Cassette Magnetic Tape : カセット磁気テープ）と呼ばれていた。1980年前後を中心に、初期のパーソナルコンピュータの記憶メディアとして個人ユーザーを中心に広く利用され、専用の製品も発売されていた（データレコーダも参照のこと）。しかしその後、本格的なデータ用メディアであるフロッピーディスクの低価格化と普及に伴って利用されなくなった。1980年代前半に人気のあったMSXではカセットテープでのゲーム発売なども行われており、近年の復刻が困難になる一因となっている。

### 利用者の減少
コンパクトカセットは民生用の録音規格として大きく普及したが、1980年代以降は新しく台頭したデジタルメディアのCDと比較されるようになったため、コンパクトカセットのパッケージでも技術的な用語を用いて高音質を謳い、デジタル感を押し出すようになった。こうして日本において1989年には販売数がピークに達し、年間約5億巻を売り上げたとされる。
1990年代初頭にはコンパクトカセットの後継として、音声データをデジタルで記録・再生でき、コンパクトカセットとの再生互換性を持たせたデジタルコンパクトカセット (DCC) とミニディスク (MD) が登場し、結果として1990年代後半から若年層を中心に録音メディアの主流がMDに移行した。
2000年ごろからはポータブルMDプレーヤーなどの小型化、再生時間の長時間・大容量化が進み、発売当初の本体の巨大さや短い電池持続時間が解消され、2000年代後半からはデジタルオーディオプレーヤーやICレコーダー（リニアPCMレコーダー含む）も台頭し、それらデジタルオーディオの安定した高音質やランダムアクセスによる容易な選曲などの使い勝手の良さに慣れたユーザーは次第に新しい媒体へと移行した。
なお、CDやMD対応デッキの普及により、車載用コンパクトカセットデッキの種類は次第に数が少なくなっていった一方で、iPodをはじめとする大容量携帯プレーヤーをカーオーディオで聴くユーザーの間では、FMトランスミッターに比べて音質劣化や電波干渉を受けにくいコンパクトカセット型のカセットアダプターを珍重する傾向があった。しかし2013年に入るとカーオーディオの分野からは自動車メーカー純正品（ただし輸出用は除く）、社外品に関わらず1DIN、2DIN規格ともどもカセット対応カーオーディオはラインナップから消滅している。
このように若年層を中心とした利用者減少のため、1990年代に見られたファッショナブルな製品ラインナップは順次生産終了となった。またJ-POPや洋楽などの国内向けミュージックカセットテープは国内盤だと1990年代末に、アジア圏などへの輸出向けなど逆輸入盤だと2000年代半ばに消滅した。

### 根強い需要と再評価
一方で、小売店では売価2,000 - 5,000円程度のモノラルラジカセ、CDラジカセと録音済音楽テープが引き続き廉売されている。また主にカセットテープで育った高年齢層のカラオケや稽古事用途で使用されている。そのため一番売れているのは10分用テープである。また演歌などでは2014年時点においてもCDとカセットの同時発売が依然として続いている。
主に高齢者世代に根強い支持の理由としては、「巻き直しも楽なのでカラオケの練習に都合がいい」「テープレコーダーも再生ボタンを押すだけのシンプルな操作で手間いらずなので、スマホなどの最新機器に慣れていないシニア世代でも使いやすい」などの理由が挙げられる。
コンパクトカセットに変わり普及していったMDの方が先に衰退していったが、その理由としてコンパクトカセットはハードの技術が容易で新興国でも生産が可能である一方、衰退したメディアはメーカー側に採算が合わなくなったことが挙げられる。
2010年代には、デジタル配信によってCDなどのメディア自体を所有しないで音楽を聴くスタイルが普及する一方、アナログ回帰の一環としてコンパクトカセットが注目され始め、様々なデザインのコンパクトカセットが少量生産されるようになった。また「昭和レトロ」ブームや1970年代から80年代にかけて流行したシティ・ポップの再評価で、カセットテープを知らなかった若い世代にも注目されるようになった。新世代による、アナログ回帰だけに留まらない現代的なファッションとしてのコンパクトカセットの流行も起き、ヴェイパーウェイヴ界隈で特に際立っている。
その後新たにノーブランド（販売網ブランド）のカセットテープの販売が復活した。2019年4月時点では、業界全体で年間約1000万巻が販売されている。ただし安価な無地のノーマルポジションテープのみであり、新機種に関してもクロム（ハイポジション）テープ録再（ただしティアック製の据置き型単品オーディオコンポーネント用カセットデッキを除く）、メタルテープ録再、ドルビーBタイプなどにみられるノイズリダクション録再、オートリバース、倍速ダビングなどの各種機能に非対応（すでに必要なパーツを作れない、いわゆるロストテクノロジー）である。

## 特徴

### 構造

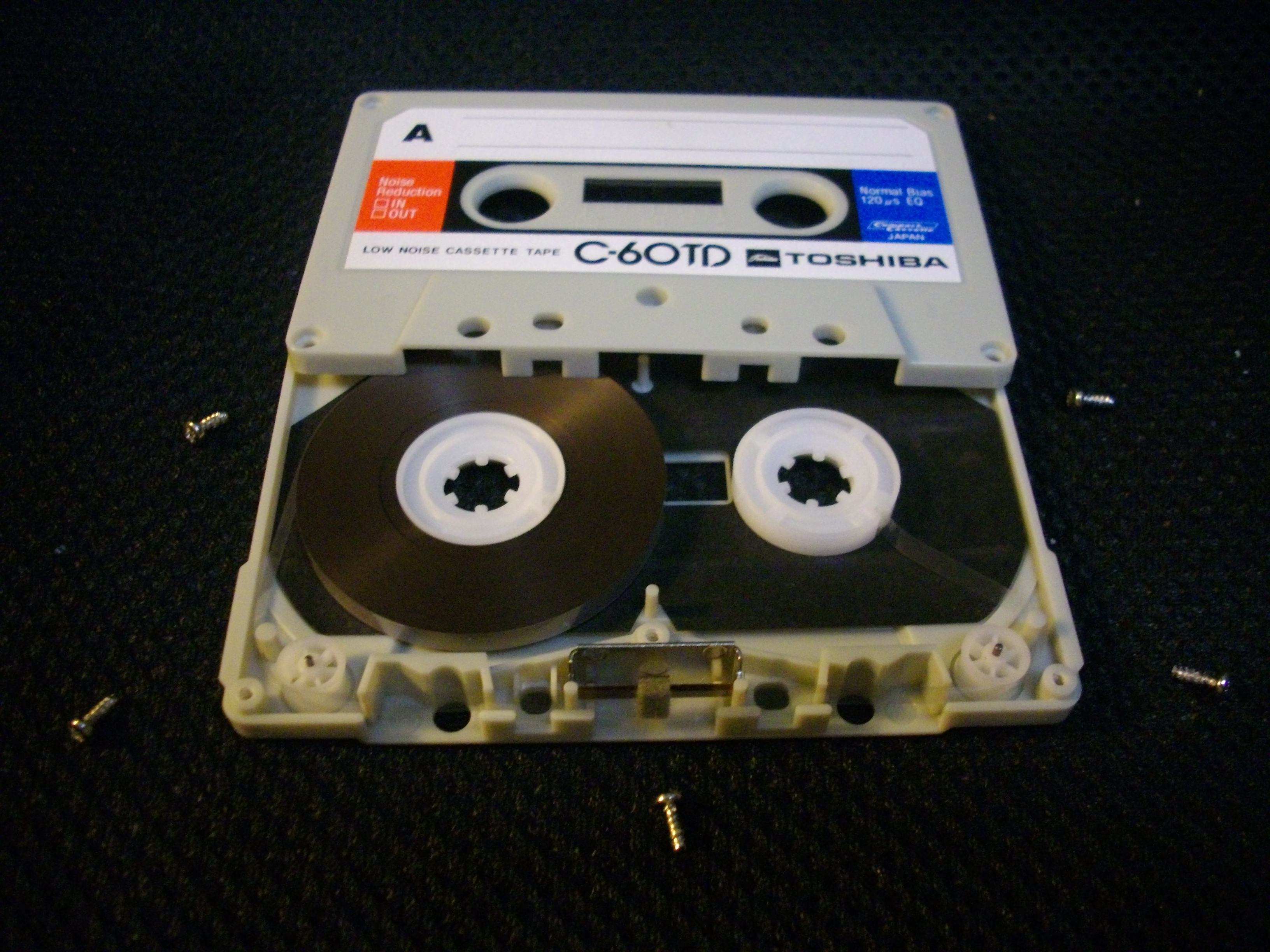
コンパクトカセットの構造。乳白色のケースがハーフ、テープが巻かれているのがハブ、テープ端の透明なテープがリーダーテープ、ハブの下の黒シートがスリップシートである。

コンパクトカセットはハーフ、ハブ、テープ、リーダーテープ、スリップシートで構成される。
テープはハーフもしくはシェルと呼ばれるプラスチック製ケースの中に、ハブというリールに巻かれた状態で入っており、ベーステープと呼ばれる薄い強化ポリエステルのテープ上にバインダと呼ばれる接合剤で磁性粉を接着している。また1970年代後半以降はテープの走行性を保ち、ドロップアウトやヘッドの摩耗を防ぐため、テープ表面に鏡面仕上げを施している。
また、テープにはオープンリールと同じように再生開始および終了時の伸びにより劣化することがないよう、リーダーテープと呼ばれる、録音ができない乳白色や無色透明のテープが両端に付属している。リーダーテープには一部のメーカー品ではヘッドクリーニングテープを兼ねている。リーダー部およびクリーニング部の長さは5秒程度から40秒ほどの物までさまざまである。ここには録音ができないので、録音前にはあらかじめリーダーテープ部分を巻き取り、録音テープ部を録音ヘッド接触点直前まで送り出しておく必要がある。一方データレコーダー用の短時間のカセットテープにはリーダーテープがなく、いきなり録音テープ部になっているものもある。
ハーフとテープの間には走行性を維持するためにスリップシートと呼ばれる、長繊維ポリエステル系の素材で出来たシートが挟まっている。またヘッドが押しこまれる部分にはヘッドとのタッチを良好に保ちなおかつテープ裏面に付着した磁性粉を清掃するためにフレッシャーパッドと呼ばれるパッドがつく。またヘッドから巻かれているテープへ磁気の影響が及ばないよう、遮磁板がある場合が多いが、これは省略しても問題はない。
ケース上部には誤消去防止の「ツメ」があり、ここを折ると録音や上書きができなくなる。再び録音する場合はセロハンテープなどでふさげばよいが、この場合クローム・メタルテープではオートテープセレクター用テープポジション検出孔をふさがないようにする。

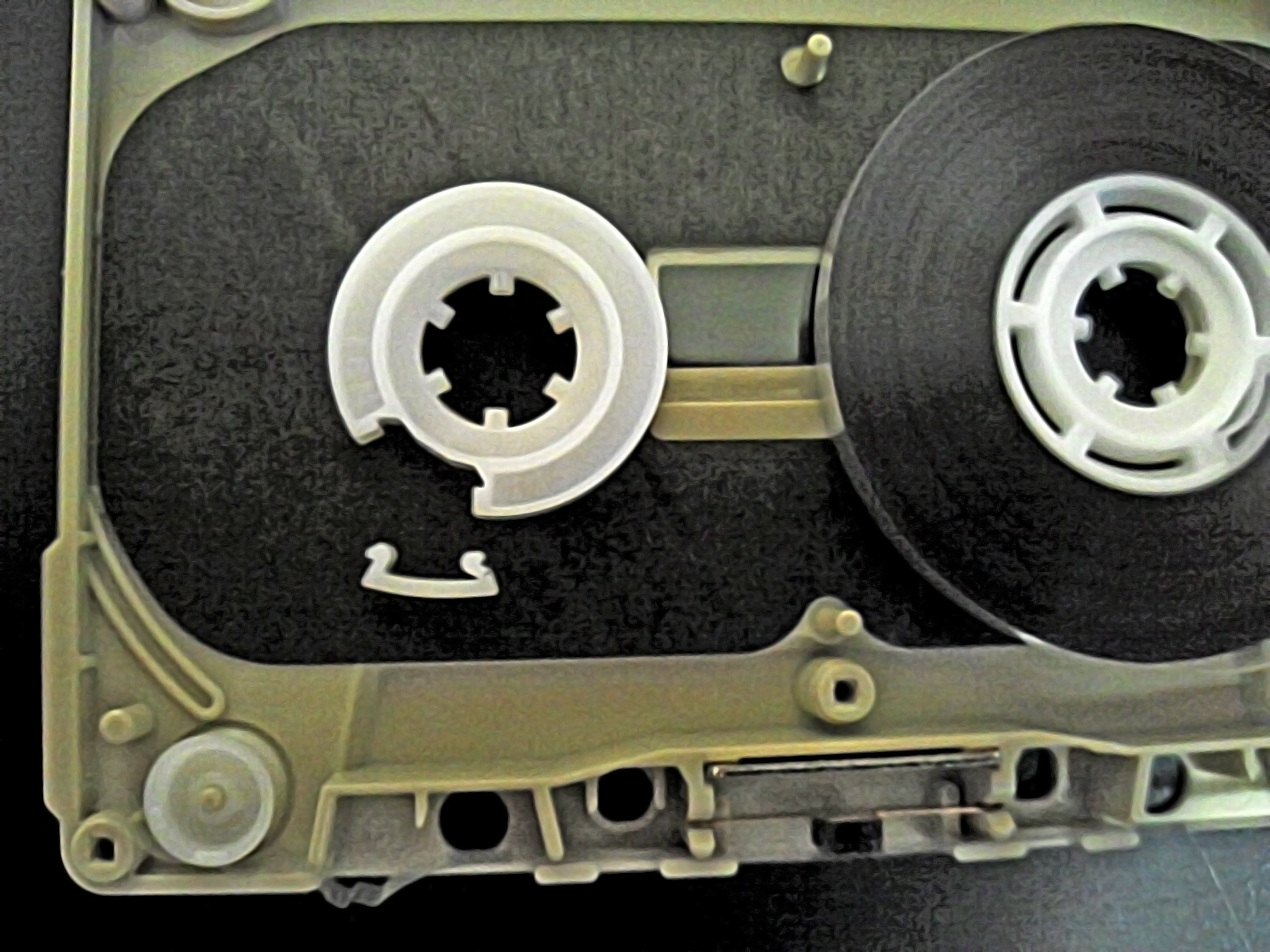
ハブの止め具が折れて、テープが外れた状態。

なお経年劣化によって、リーダーテープと磁気テープのつなぎ目や、リールハブの留め具が劣化して、巻戻しや早送りの終わりで、リーダーテープと磁気テープが分離したり、ハブの留め具が折れてテープが脱落することがある。リーダーテープと磁気テープが分離した場合はスプライシングテープでつなぎ合わせて再使用が可能である。またハブの留め具からテープが脱落した場合は他のハブを転用して再使用が可能である。
エンドレス・カセット
摩擦を軽減するための特殊なバックコートを施したテープの両端を同じ面同士で繋ぎ合わせており、一度再生すると終端からそのまま先端に移行し、ループを繰り返すコンパクトカセットである。BGMや繰り返しの再生用としてスーパーマーケットの特売品売り場での特価内容の周知や車載拡声器や宣伝車及び遊説車で小型のカセットプレーヤーとともに用いられる。1972年頃にはすでにTDKとフィリップスから発売されていた。なお、その特異な構造のためにスペースを取るので長時間タイプは存在せず、巻き戻しも不可能なため片面走行のみである。ノーマルポジションのみで、過度の振動や衝撃は内部での巻き込み等の走行不良を起こすことがあるので注意が必要である。後年、音楽用テープを使用した高音質タイプも発売された。

### 録音再生方式

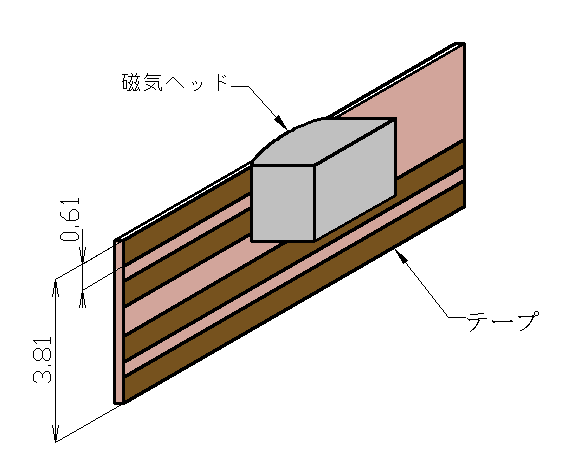

録音は電気信号を録音ヘッドで磁気に変換しヘッドギャップから放射させ、そこに磁性体を塗布した磁気テープを接触させ磁気的に記録する。磁気テープを長手方向に一定速度で摺動させることにより信号を連続的に記録する水平磁気記録方式である。再生は録音の逆で、再生ヘッドで磁気を電気信号に変換することで行う。また録音時には消去ヘッドによる既存の録音の消去も行われる。ヘッドがすべて独立している場合、磁気テープは消去ヘッド、録音ヘッド、再生ヘッドの順に通過する。
録音ヘッドと再生ヘッドは兼用できるが最適な設計が異なるので、性能を追求するならばそれぞれ専用が望ましい。しかしコンパクトカセットは本来録再兼用ヘッドの使用を想定しており、その分のスペースしかないので、録音と再生をそれぞれ専用ヘッドとする場合は録再コンビネーションヘッドと呼ばれる、録音ヘッドと再生ヘッドを一体化したヘッドが用いられることが多い。
録音ヘッドに加える電気信号は音声信号のみでは残留磁束の直線性が悪いので、録音バイアス信号が重畳される。オープンリールテープレコーダーと同じく高周波（100 kHz 程度）の交流を録音バイアス信号とする交流バイアス法が標準的である（交流バイアス信号自体は周波数が非常に高いため記録されない）。消去には消去ヘッドに高周波の交流（ほとんどの場合録音バイアス信号と出所は同じもの）を加えて行う交流消去と、安価なレコーダーで用いられる、永久磁石でできた消去ヘッドをテープに当てることで行う直流消去とがある。

### トラック構成
トラック構成は通常 2 トラックのモノラルまたは 4 トラックのステレオで、カセットの表と裏にあたる A 面と B 面（A 面をサイド 1, B 面をサイド 2 ともいう）をひっくり返すことにより往復で使用できる（このように往復で使用できるとテープを巻き戻す必要がなく都合が良い）。テープ幅は 3.81 mm(0.15 in.) で、中央の 0.66 mm は A 面 B 面のトラック間のガードバンドとし記録しない。モノラル記録の場合、その両側各 1.54 mm を A 面および B 面のトラックとする。カセットの「A 面」と表示されている側を上にした場合、実際には A 面のトラックはテープの下側、つまり「B 面」と表示されている側になる。ステレオ記録の場合はモノラルの各トラックの中央 0.3 mm にあたる部分を左右チャンネルトラック間のガードバンドとし、その両側各 0.62 mm を左右チャンネルのトラックとする(テープ端側が左チャンネル）。モノラル記録のトラックとステレオ記録のトラックが同じ位置にあるためモノラルとステレオに互換性がある。

### 録音再生速度
録音・再生のテープ速度は 4.76 cm/sと規定されており、カセットハーフに設けられた孔に一定速度で回転するキャプスタンを通し、テープを挟んでゴム製のピンチローラーを押し当てることで、テープ位置により変化するリール巻径にかかわらず一定のテープ速度を得ている。 4.76 cm/s というテープ速度は家庭用オープンリールテープレコーダーに用いられた速度 9.53 cm/sの半速であり、本来、音質より小形と経済性を優先した規格である。
録音時と再生時のテープ速度が異なっていると音の高さや曲のテンポ、演奏時間が変わってしまうので、互換性上テープ速度は重要である。しかし正確に合わせることは難しく、特に録音と再生で別のレコーダーを使用した場合、音の高さや曲のテンポ、演奏時間が明らかに変わることがある。逆にピッチコントロールとして速度を微調整できるようにしたレコーダーもあり（曲のテンポや演奏時間も変わる）、楽器ルート系の機材に多くみられる。ほとんどのものはピッチコントロールが有効なのは再生時だけで、録音時にはあらかじめ調整された速度に固定される。
なお、テープ速度が変動するとワウフラッターが生じる。これを防ぐためキャプスタンは精密に仕上げられており、またほとんどのレコーダーはキャプスタンの根元にフライホイールを備え、その慣性を利用して回転むらを抑えている。しかし可搬型のレコーダーでは本体が揺れると慣性が逆に回転むらを発生させてしまうため、フライホイールを 2 つ持ち、互いに逆回転させて相殺するもの（アンチローリング）や、フライホイールを持たず電子制御によって回転むらを抑えるものもある。

### 時定数
平坦な周波数特性を得るには大幅なイコライゼーションが必要で、互換性を保つため IEC により再生イコライザの時定数が規定されている（高域時定数は IEC Type I テープでは 120 µs, IEC Type II, IEC Type III, IEC Type IV テープでは 70 µs、低域時定数は 3180 µs）。実際には磁束の測定は困難なので、 IEC の時定数に従って記録されたキャリブレーションテープが用意され、それを再生してフラットになるよう再生系が調整され、次いで録再総合特性がフラットになるように録音系が調整される。

### 独自の録音方式
特殊な用途向けに独自の録音方式も開発された。
LL（ランゲージ・ラボラトリー）
英会話の学習に用いられた方式で、ステレオの片チャンネルに手本となる音声が録音されており、もう片方の空きチャンネルに自分の声を後追い録音する。テープは通常のものだがレコーダーが特殊なタイプとなる。
4チャンネル
カセット式MTRに用いられるチャンネル利用法。両面2チャンネルステレオのトラック規格を片面4チャンネルへ転用したもの。磁気ヘッドはオートリバース用の4チャンネルタイプが流用されている。後述する倍速録音との組み合わせにより6チャンネル、8チャンネルも存在した。
倍速録音
2倍速で録音・再生し、音質の向上を目指したもの（1970年代中期頃、マランツがSUPERSCOPEブランドで発売したラジカセの一部、TEAC社のオーディオ用カセットデッキC-#X、など）。
低速録音
倍速録音とは逆に、会議用等に走行速度を1/2・1/3にして録音時間の延長を図ったもの。各社のポータブルレコーダーおよび一部の業務用大型デッキに設定されている（ソニーの「2倍モード」やパナソニックの「3倍モード」など）。資料としての長期保存性や、文字媒体転記作業でのリピート再生を目的とした強度確保の見地から、メディアには一般にC-90以下のタイプが用いられる。高域周波数特性が著しく劣るので音楽の録音には適していない。その一方で人の会話音声に限定すれば聴き取り可能な実用レベルの音質（マイクロカセットや最初期のカセット程度）が確保されている。なお、視覚障害者向け録音図書では1/2が用いられていた。

### テープの種類（電気的特性）

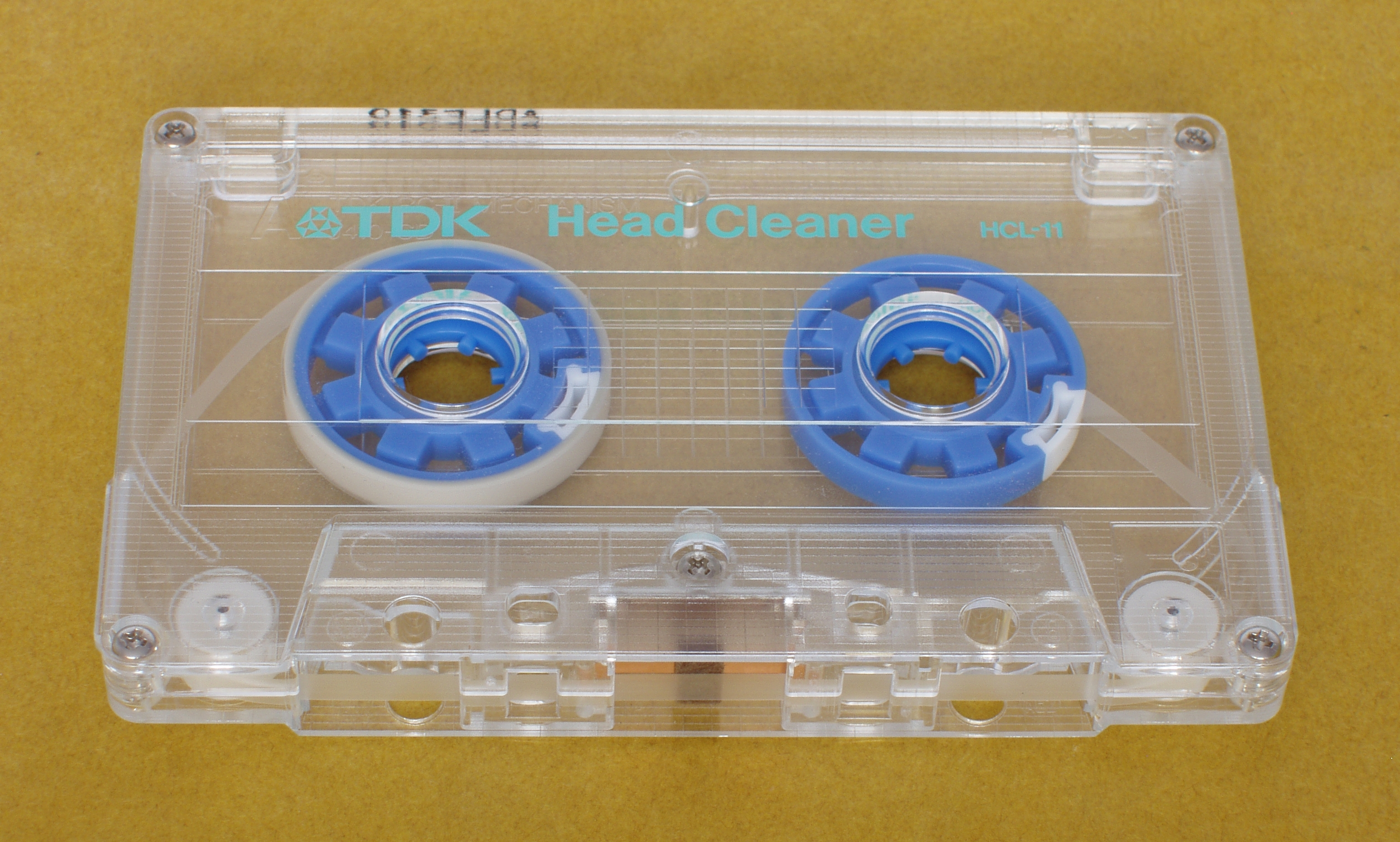
ヘッドクリーナー

当初は会話録音・ BGM 用程度に手軽に扱えるものだったコンパクトカセットだが、用途が Hi-Fi にも拡がり周波数特性やダイナミックレンジなどが要求されるようになると、さまざまな磁性体を用いたさまざまな特性のテープが現れ、互換性に問題が生じてきた。そのため、テープの録音特性として IEC Type I, IEC Type II, IEC Type III, IEC Type IV の 4 タイプを策定し、それぞれに基準となる IEC リファレンステープを規定して、タイプごとに互換性を保つことになった。
IEC Type I - IEC Type IV は元は磁性体の種類に応じて分けられたものだが、録音特性が同等ならば磁性体の種類は問わない。
コンパクトカセットの性能向上が著しかった時代には市販テープに追随するために IEC リファレンステープはたびたび改訂されたが、1994年に IEC Type I リファレンステープが BASF Y348M に改訂されて以降、改訂は行われていない。

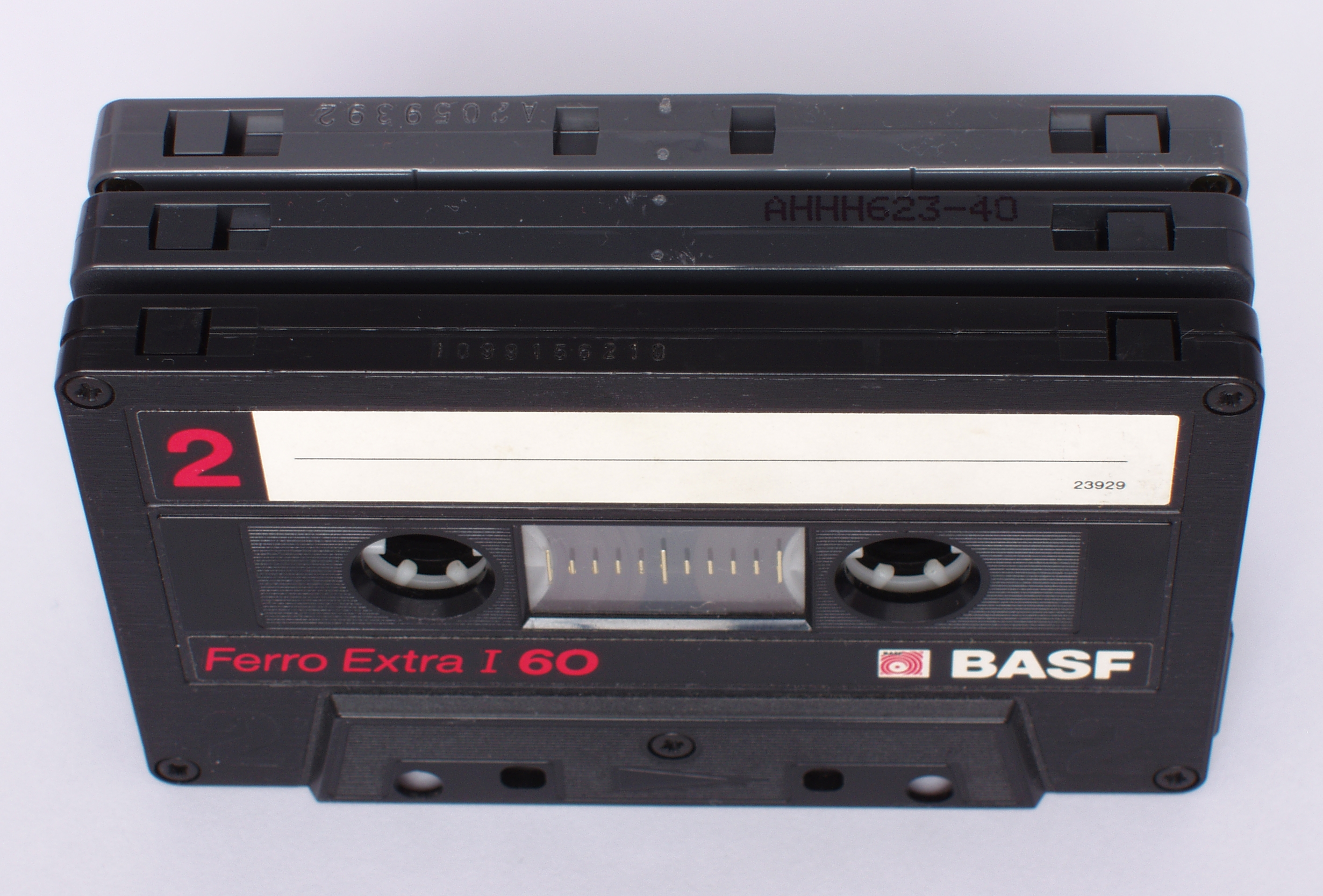
上: Type IV テープ、中: Type II テープ、下: Type I テープ
機器側で種類判別できるように背面の特定位置（Type IIは誤消去防止ツメの隣り、Type IVはそれに加えて中央部）に四角い穴（検出孔）が設けられている。

検出孔
IEC Type I, IEC Type II, IEC Type IV には、テープを検出して自動的に切り替えるための検出孔（検出穴）が規定されている（IEC Type I には実際には検出孔がない）。この検出孔は後から決められたもので、古い IEC Type II, IEC Type IV テープには検出孔がない。また、IECの規定が無かった最初期のType IVにはType IIと同じもの（3M「Metafine」,TDK「MA-R」を除く全社）か、全くないもの（3M「Metafine」,TDK「MA-R」のみ） もあり、これらはテープポジションを手動設定できるデッキでのみ使用可能となる。この検出孔によりデッキはバイアス、イコライザなどを自動設定する。
なお、IEC Type IIIは発売当初から検出孔がなく、その後JIS C 5568:1997(IEC94-7に適合させるための改正)にてIEC Type IIIテープ用検出孔を規定しないことが明文化された。（検出孔を自動的に読みとる機構が装備される以前のテープセレクトの方法は手動によるスイッチ式が全盛だったため検出孔の必要性があまりなかった。またIEC Type IIIは磁気特性がIEC Type Iに近い（バイアスが+10%）ため、うまく調整すれば高性能ノーマルとしての使用も可能であるむねメーカーも謳っていた。ただしこの場合、補正カーブが異なるために音質のバランスが変わってしまう可能性が高い。そのためか、1970年代にわずかながら存在したバイアスとイコライザーを個別設定できるデッキでは、バイアスをノーマル・イコライザーをクロームに設定することを推奨した例があった。）

#### IEC Type I
コンパクトカセットの登場当初から使われているテープと同系の、最も基本的なテープである。最初期のものはオープンリール用スタンダードテープを使用したものが少なからず存在する。「ノーマル」テープとも呼ばれ、一部特殊用途のレコーダーを除き、ほぼすべてのレコーダーで使用できる。安価なものが多く高級なテープでないように思われているが、長年の改良でS/N比の改善により低ノイズ化され、CDなどのデジタル音声由来の音声ソースからの録音対応など高性能を謳ったものも数多く登場した。これらはSTD（Standard）ランク、LN（Low Noise）ランク、LLHランク（Low-Class Low-noise High-output）、LH（Low-noise High-output）ランク、SLH（Super Low-noise High-output）のように複数のランクで性能差を判別する。
1990年代以降は低価格化やコストダウンが目立ち、音楽・一般兼用の低級LHと音楽用の標準LHのみの販売にほぼ集約された。TDKのF・LN・D・AE・SD・AD、日立マクセルのLN・UL・UR・UD・UDΙはソニーと日本コロムビア（DENONブランドを含む）を除く数多くの録音機メーカーのリファレンス（基準）テープとして用いられた。
磁性体として当初γ‐酸化鉄 (III) (γ-Fe2O3) が用いられ、またその後も多く用いられたので "Fe2O3" と表記されることがあるが、 IEC Type I テープの磁性体は必ずしも Fe2O3 ではなく、主に高級タイプに用いられた、Type III に倣った発想で、特性の異なるγ酸化鉄を二層塗布したもの（富士写真フイルム/Fx-Duo・Range6、日本コロムビア=DENON/初期DX3・DX4）、例は少ないが四酸化鉄（マグネタイト Fe3O4）のもの (TDK/ED)、そして1980年代に入って開発された、γ酸化鉄の生成時の内部空孔（ポア）をほぼなくして磁気効率を改良した無空孔（ノンポア/ポアレス）酸化鉄（TDK/初期AR、日立マクセル=maxell/初期UDI）およびそれのコバルト被着タイプ（前掲機種の後期型）がある。また、後にType IIの主流になったものの、最初はType Iの高性能タイプ用に用いられたものに、コバルトドープ酸化鉄 (Scotch/HighEnergy) やコバルト被着酸化鉄 (maxell/UD-XL) がある。特にコバルト被着酸化鉄はその調整の容易さと高域特性改善の面からTypeIでも並行して用いられ、1970年代後期から高級タイプ (TDK/AD-X、maxell/XLI-S) の、1980年代中期以降は普及タイプ（富士写真フイルム=AXIA/PS-I、太陽誘電=That's/RX）にも多用された。
再生イコライザの時定数は 120 µs と 3180 µs 。
カセットに IEC I, TYPE I, または単に I の表示がある。 IEC リファレンステープは BASF Y348M （1994年改訂）。

#### IEC Type II
1970年代初期に登場。IEC Type I より保磁力の大きな磁性体を使用するテープである。テープ速度が遅いため高域のダイナミックレンジが狭いコンパクトカセットの欠点を改善するために開発された。「クロム（クローム）」「CrO2」「コバルト」「Co-Fe2O3」テープなどとも呼ばれる。俗に「ハイポジション」とも呼ばれる。
磁性体としては最初期こそ代名詞ともなった二酸化クロム（CrO2; デュポンが発明）が主流だったが、中域以下の MOL が低くヘッド摩耗が激しかったことに加え、日本国内でめっき工場の廃液などの公害問題（六価クロム廃液）の風評の余波で次第にフェードアウトし、特許のライセンス問題もあったので、1970年代後半 - 1980年代初頭に一部で用いられたコバルトドープ酸化鉄（Scotch/Master70、DENON/初期DX7）等を経て、コバルト被着酸化鉄磁性体（Co-γ-Fe2O3;酸化鉄の表層にコバルトフェライトが結晶成長したもの）(TDK/SA、maxell/XL II)へ移行した。これらは中低域の強化や低ヒスノイズ化、高域MOLの向上が図られ、1980年代には音楽用テープの代名詞となった。1980年代終期、この酸化鉄の代わりに前述のマグネタイトを核に用いたものもあり、日立マクセル、日本コロムビア等が採用した（maxell/最終XL II-S、後期UD II）。

ポジションの位置づけとしてはノーマルテープよりも上位だが、性能的には高級ノーマルテープと重なる部分があり、低価格タイプが高級ノーマルテープ、中級タイプが最高級ノーマルテープと同等の性能と評価されている。ただし高級ノーマルテープが得意な高MOL特性と、ハイポジションが得意な低ノイズ特性を相殺した評価であるため、実際の音質特性はそれぞれ異なる。
IEC Type I より録音バイアス量を増やす必要があり（IEC Type I 比 1.5 倍程度）、また保磁力は IEC Type I、および IEC Type III 磁性体の約 1.5〜1.8 倍程度もあり、これらの各ポジション用テープに比較して消去しにくいため、 IEC Type II テープに対応したレコーダーでないと録音できない。再生はできるが高域が強調されるので、基本的には IEC Type II テープに対応したレコーダーでないと使用できないと考えた方がよい。
再生イコライザの時定数は 70 µs と 3180 µs で、再生時に IEC Type I テープより高域を減衰させることで雑音の高域成分を抑えている。
カセットに IEC II, TYPE II, または単に II の表示がある。 IEC リファレンステープは BASF U564W （1986年改訂）。

#### IEC Type III
高域は伸びるが低域に弱いIEC Type IIと、逆に中低域は強いが高域が弱いIEC Type Iの両者を併せることで弱点を補完しようという発想から生まれたものである。
基本的に下層に中低域用のγ-ヘマタイト、上層に高域用の二酸化クロムを塗布するため、「フェリクロム（フェリクローム）」「Fe-Cr」テープとも呼ばれるが、他にも上層をコバルト被着酸化鉄にしたり (DENON/DX5)、特性の異なるコバルト被着酸化鉄の二層塗布とするものも存在する。元々は IEC Type I のみに対応するレコーダーの高域特性を改善するために開発され、1973年にソニーから初の二層塗布テープ「Duad」が発売された。後にIECで正式にTypeIIIとして制定された。
高級音楽用として、1970年代には各社の最高価格帯の製品として君臨したものの、製造工程の複雑さや専用のバイアス・イコライザが必要ではあるが自動ポジション検知は構造上できない等の使用時の煩雑さ等もあり、発売したメーカーは多くない。日本でも大手のTDK、日立マクセル、富士写真フイルム等は採用せず、同価格帯には高級ノーマルポジションを置いていた。
IEC Type III テープが登場した当時（1973年）は IEC Type I のみ対応のレコーダーで使用でき、また初期の IEC Type II テープは中域以下の MOL が低い欠点があったため存在意義があったが、 IEC Type I, IEC Type II テープが改良され、またレコーダーも IEC Type II に対応したものが多くなると存在意義が希薄になり、1978年に3M社よりメタルテープ (Type IV) が発売された後は、最高級音楽用としての役割はそちらに置き換えられて各社とも撤退し、日本で1980年代まで発売を継続していたのは開発元のソニーのみであったが、それも1980年代後期にはカタログ落ちしている。ソニー製カセットデッキでも1984年に発売された「TC-K333ES」を皮切りに手動式テープセレクター仕様であってもIEC Type III対応カセットデッキは順次廃止されている。ただし、1980年に販売開始した可搬型カセットデッキ「TC-D5M」（通称「カセットデンスケ」）は、手動式テープセレクターによるTypeIII対応機として2005年まで生産販売されていた。最高価格帯の製品でもあったためか同時期には1社1グレードのみで、価格帯としては同時期のIEC Type IIと同等かやや上、IEC Type  IVよりは下となる。
そのType IIIがほぼ死滅した1980年代中期、松下電器産業が「オングローム」ブランドで投入した蒸着テープが存在した。通常の塗布層の上にさらに金属コバルトを蒸着させるという、発想自体は極めてType III的な製品だった（ポジションは当初Type II、後Type I・IVを追加）。TypeIIIと異なる点は、低域 - 中高域のテープ特性の大部分は下の塗布層に由来しており、上の蒸着層は超高域（スピーカーで言うスーパーツィーター）のみを担当する。そのために高域特性を大幅に改善したものの、塗布層自体の性能が他社の同価格帯と比較して見劣りしていたこと、その強力な高域特性のためデッキによって相性の相違が激しく、また製造コストの高騰からくる価格設定の高さもあり、短命に終わった。この技術は、蒸着層の超高域信号（ビデオの映像信号）への対応能力を買われて、後にビデオカメラ用テープの技術として開花することとなる（Hi8のMEタイプ、その後のテープ式デジタルビデオの規格DV (ビデオ規格)|DVC）。
録音バイアス量は IEC Type I 比 1.1 倍程度。再生イコライザの時定数は IEC Type II と同じく 70 µs と 3180 µs 。
カセットに IEC III, TYPE III, または単に III の表示がある。 IEC リファレンステープはソニー CS301 。

#### IEC Type IV
最も後に現れたもので、酸化されていない鉄合金磁性体を使用するテープである。「メタル」テープとも呼ばれる。
磁気テープが実用化された当初から、磁性体としての性能は酸化鉄より純鉄（酸化していない鉄）のほうが優れていることは判っていたものの、酸化しやすい（安定性が悪い）点や製造コストなどの点から実用化は遅れていた。元々はデータレコーダ用高密度記録用磁性体として開発されており、それを音楽用に転用した製品が、1978年、米国3M社から「Metafine」として発売され、後にIECで正式にTypeIVとして制定された。
元々が高価格であったため（後に低価格化されたが）、長らく愛好家（マニア）向けというイメージがあった。ラインナップは当初、各社の最高価格帯に設定され、基本的に1社1品種（TDKのMA-R、およびMA-XGはハーフのみ異なる番外的な製品）であったが、後にメタル磁性体の量産体制が整うと低価格化されて、1990年代にはノーマルやハイポジションの低価格帯と同等までになった。同時にグレードも多岐にわたり、最盛期となる1980年代終盤には国内大手メーカーで高級機から普及機まで3 - 4グレードを擁していた。
主成分はα-Feとコバルトなどの合金であるが、これも酸化に弱いという欠点を克服すべく、各社工夫していた。表面にマグネタイトを形成する方法が一般的だがまったく充分ではない。還元時の焼結防止も兼ねてシリカ、酸化アルミニウムなどを析出、被覆し酸化防止をしている。このメタル磁性体も、1980年代初期よりイコライザーが同じTypeIIへの転用が図られ、極めて高出力な特性を買われて主に高級タイプ (TDK/HX、DENON/DX8) に用いられたが、中には低価格タイプ (That's/EM) も存在する。このメタルパウダーの成分はNiを合金としており、ハイポジションの保磁力に近づけるように設計をしていた。これは言い方を変えればメタル磁性粉をパーマロイ化して保磁力を下げたといってよい。俗にLow Hcメタルとも呼ばれ、ハイポジションの欠点であった低音域のパワー不足を大幅に向上させた。
残留磁束密度は IEC Type I - IEC Type III 磁性体の 2 倍程度、保磁力は IEC Type II 磁性体の 2 倍程度、およびIEC Type I 磁性体の 3 倍程度もあり、結果として全帯域での録音レベル及びMOLが非常に高い。かつてのオープンリールテープに迫るダイナミックレンジを持つと言われた。反面、録音バイアス量を IEC Type II の更に 1.5 倍程度に増やす必要があり、消去も IEC Type II より更にしづらく、一度録音したものの上から直接録音すると前の音が残留してしまうなどの問題もあり、取扱いに注意を要する。テープの能力としては非常に高いといえるが、レコーダー側のヘッドや発振回路などの負担も大きくなる。当然、 IEC Type IV テープに対応したレコーダーでないと使用できない。
再生イコライザの時定数は IEC Type II と同じく 70 µs と 3180 µs 。録音機器、および再生機器側がそれぞれハイ（クロム）ポジションに対応していれば、再生のみは可能。
カセットに IEC IV, TYPE IV, または単に IV の表示がある。 IEC リファレンステープは TDK MJ507A （1991年改訂）。

### 収録時間
収録時間は、“Cassette”の頭文字“C”に両面の公称総収録時間を付けて表示される（主に1970年代後期頃からは省略されることが多い）。標準的な製品は、それぞれC-30からC-120と呼ばれる、両面で30分 - 120分（=片面で15分 - 60分）録音できるものである。
収録時間によってテープの厚みが異なり、標準タイプのC-60以下で約17 - 18µm（ベース厚13.5µm）、長時間タイプのC-64 - C-90でその約2/3の11 - 12µm（ベース厚7.5µm）、超長時間タイプのC-120で半分の9µm（ベース厚4.5µm）と段々薄くなる。なお、この数値は磁性層4.5µm（メタルテープは3.5µm）を含んだ厚さであり、テープの長さが変わっても磁性層の厚さは変わらず、ベースフィルムの薄さにのみ影響する。このため、長時間録音になると安定性と耐久性は悪化し、高温下で伸びやすく、又は過剰なテンションによって切れやすくなる。温度変動が大きい高負荷環境にあるカーステレオや、特に緻密な走行制御（安定性）を要するクローズドループ・デュアルキャプスタンを採用した一部のテープデッキ（主に概ね最低5万円台以上のクラスの3ヘッドタイプのものがほとんど）ではC-90以下の使用を推奨している。
規格としてはTDKの輸出モデルなどにC-180やC-240もあるが、耐久性の問題（テープ厚はC-180で6.5µm、C-240で5µm。ベース厚はそれぞれ2µm、0.5µm=物理上の限界値）もあり製品としてはほとんど存在しない。
特殊用途を除く一般的な収録時間は、過去に国内で発売されたものだけでもC-5・C-6・C-8・C-9・C-10・C-12・C-15・C-16・C-18・C-20・C-22・C-30・C-36・C-40・C-42・C-45・C-46・C-48・C-50・C-46+5・C-52・C-54・C-55・C-60・C-62・C-64・C-65・C-60+5・C-70・C-74・C-75・C-76・C-80・C-84・C-90・C-92・C-94・C-90+5・C-100・C-108・C-110・C-120・C-120+5・C-150と多岐にわたる。
1960年代
登場当初はC-60から始まり、1967年には短時間用のC-30と長時間用のC-90が追加され、更に1968年には超長時間用のC-120が追加された。
1970年代
音楽専用タイプが各メーカーから出揃い充実した1975年頃には、当時の一般的なLPアルバムを収録するのに丁度良いC-45（C-90の半分、主にTDKとそのOEMがほとんど）が追加されたが、1979年末までにほぼ全てC-46へ置き換わった。このほか1970年代中期には富士写真フイルムがFXで初採用したC-80、日本コロムビア（DENON）の、C-45に余裕を持たせたC-50およびやや短めのC-42、ナガオカ産業による+5minシリーズ（各時間に5分の余裕を持たせたもの）などが現れており、1970年代後期にはTDKのADに追加されたC-54、ソニーが“ジャンル別音楽テープ”と銘打った音楽ジャンルに的を絞った収録時間 (C-54・C-74・C-84) など、後代で一般化する収録時間はこの頃までにほぼ出揃っている。
1980年代
1970年代後期からのカラオケブームを受けて、1980年代初頭には各社“カラオケ専用”に適したC-8・C-10・C-15・C-16といった超短時間用も発売された。1980年代初頭までは、音楽専用は主にC-46/60/90、一般用はそれに加えてC-10/30/120が追加、稀にC-54・C-80といった中間型のラインナップが多勢を占めた。
1982年10月1日にCDが順次発売され、やがて音楽ソフトの主流が徐々にアナログレコードからCDに移行していった1980年代後期にはCDの収録時間に対応するため、ラインナップが増加した。その先駆的な製品として、1983年にThat'sが“CD専用”と銘打った高級タイプのCDシリーズ (CD, CD II, CD IV) では、当初はC-46/54/70というラインナップであった（後に同価格帯のXシリーズと統合されC-60/90なども追加）。その後他社にも追随の動きが見られ、ソニーのCDix (C-50/70) を皮切りに、各社“CD**”と銘打った“マルチ・タイム・バリエーション”と称される多様な収録時間（10種 - 15種程度）を持つ廉価な音楽専用シリーズが一般化する。代表的な製品にソニーのCDix、TDKのCDing、マクセルのCDカプセル、やや遅れて富士フイルムアクシアのJ'zなどがある。これらは後代、ラインナップの整理統合に伴い各社の主力モデルへとシフトしていった。
この時期に、旧来のC-50・C-54・C-74・C-80といった中間の収録時間が一般化していき、さらにC-64・C-70といったCD対応のために新たに加わった収録時間と併せて、各社で様々なラインナップが現れる。一例としてソニーでは、CDixに続くハイポジCDixIIでラインナップ中のC-50からC-80までは全て5分刻みの収録時間（C-50・55・60・65・70・75・80、他にC-20・40・46・90）として、ほぼ全てのCDの収録時間に対応可能と謳った。ただし、次モデルからはC-54・64・74といった他社と同様に偶数の収録時間に改めている。
また、1980年代末期に発売された8cmサイズのCD（シングル）の総収録時間に対応したC-20・C-22といった短時間タイプ、あるいは高級タイプやメタルポジションにもラインナップされたC-100 - C-110といった音楽専用の超長時間タイプ等が現れたのもこの頃で、さらには、長くC-46/60/90のみを堅持していた高級タイプにもC-54・74といった中間帯が徐々に加わり始めている。
収録時間のバリエーションとしては、この1980年代末のCD普及期から、記録用音楽メディアの主役がMDやDATなどへシフトする1990年代前期まで（いわゆるバブル全盛期）が最も多彩であった。
なお、特殊用途として、C-0（補修用のハーフ＋リーダーテープ）、エンドレステープにC-3/6/10などの製品があった。また、製品自体は通常のものと変わらないが、1980年代中期にはコンピュータプログラム記録用にC-10・15・16などの製品があった。業務用のバルク品などはそれ以外にもさまざまな長さの製品が存在していた。
変わり種のタイムバリエーションでは、いわゆる“リールタイプ”専用とも言えるC-52がある。1980年代中期に流行したオープンリール状のハブを持つリールタイプでは、リール側面を固定する“のりしろ”のために通常よりハブ中心部が大径となり、C-60のテープ厚ではC-52が収納限界となったためである。なお、大径形のハブは走行安定性の向上という観点から、オープンリールタイプ以外にもおおむねノーマル最高級（SLH相当）・ハイポジ中級クラス以上と全てのメタルテープのC-46で大径ハブが採用されていた時代が長くあり、メーカーによってはC-54以下で大径ハブを使用できるよう、オープンリール状のハブよりも僅かに直径を狭めた大径タイプのリールを採用しているメーカーもあった。また、SANYO、National、TEAC等がC-46の2倍ということで採用したC-92、That'sがハブの小径化によってC-90テープ厚で限界の収録時間を達成したC-108などもあった。
1990年代
C-150は最も後期になって追加された超長時間タイプで、カセットが音楽用メディアとしての主流を他へと明け渡しつつあった1990年代に発売された。用途は会議録音用などで、当時は他に手軽な長時間録音に適したものがほとんどなかったこともあり、ある程度の需要があった。カセットの生産がほとんど海外へ移行した2000年代以降も、C-150のみ国内生産であった。

### テープの性能
テープは磁気の強弱で情報を記録しているため、磁界の影響で内容が消滅する恐れがある。そのため磁石の近くや強い磁界のある場所（大型ブラウン管ディスプレイやスピーカーの上）や高温になる所（自動車のダッシュボード）に保管してはならない。また高熱でテープの伸び（形状から“ワカメ”と呼ばれる）やケースの変形が生じると復元困難になる。
またテープは繰り返し再生および録音を行うことで磁性体劣化、摩耗、テープ伸び、テープ鳴きなどの傷みが生じる。その結果消耗や保存状態などによる経年変化が進むと音質の著しい劣化（雑音、ゆがみなど）が起き、またテープ切れが起こるなどの要因で使用できなくなる。それ以外にも録音したものを使用せずに数年放置しておくと、リールの巻き部分で外側と内側のテープの磁気記録が干渉し、転写や音量低下、音質悪化を招く。
テープのうち、再生時間が概ね70分以上のものはリールへの巻き取り外径を小さくするため、磁気テープ媒体が通常より薄くなっている。磁性層の厚さ（4.5µm）は変わらないので、ベースの厚さは再生時間70～90分タイプの場合で60分タイプ（13.5µm）の約56%（7.5µm）となり、120分タイプでは33%（4.5µm）、150分タイプに至っては20%（2.7µm）の厚さでしかなくなる。このため、特に120分以上再生タイプは強度の面で問題があり、再生時間が概ね90分以下のテープにしか適応していないレコーダーで再生・録音をすると、テープ損傷、カセットテープ全体の作動不良、走行トラブルの恐れがある（再生可能なレコーダーでも早送りや巻き戻し・一時停止などの操作を頻繁に繰り返すと走行トラブルの原因となる）。

### 欠点
以下のような欠点がある。
- アナログ機器であり、無理をして開発・生産コストをかけて高音質を実現しているため[注釈 22]レコーダーの性能が音質に大きく影響し、高音質なレコーダーはより高価となった。安価なレコーダーのユーザーは低音質を容認しなければならなかった。
- 音程が波打ったりピッチがずれてしまうことがあった。特にテープやレコーダーが古くなると目立った。
- 録音に使用したレコーダーとは別のレコーダーで再生すると音がこもったり[注釈 23]ピッチがずれてしまうことがあった。
- テープが伸びたり（ワカメ）、テープパスの僅かなずれが原因でテープのエッジ（端）部分が折れ曲がったりして音に影響が出ることがあった。またレコーダーが録音時、および再生時にテープを巻き込んでしまったり、テープが途中で切断してしまうこともあった。
- 基本的にテープ上の録音された位置にあるものを順番に再生していくので、録音してから順番を入れ替えたり、途中に挿入することはできなかった。
- 頭出しやリピートはテープカウンターと早送り・巻戻しを使って手動でできたが、テープカウンターの精度は悪く互換性もなかった[注釈 24]。早巻き中にヘッドを接触させ録音の有無を検知して高速頭出しを行う機能をもつレコーダーもあったが、テープを損傷するほかヘッドを摩耗しがちだった（特に安価なパーマロイヘッドやハードパーマロイヘッドを採用した録音機、および再生専用機）。
- ダビング（複製）には通常、記録と同じ時間を要した。2倍速・3倍速のダビング機能を備えたものもあったが、特に高速ダビングによる録音時の交流バイアス信号の変動が原因で音質の劣化が大きくなりやすかった。この問題点が契機となり、1980年代中期以降はドルビーHX PROを搭載したカセットデッキ（ただしナカミチ製は除く）がシングルデッキタイプ、ダブルデッキタイプに関わらず開発・投入されるようになった。

## 収納ケース

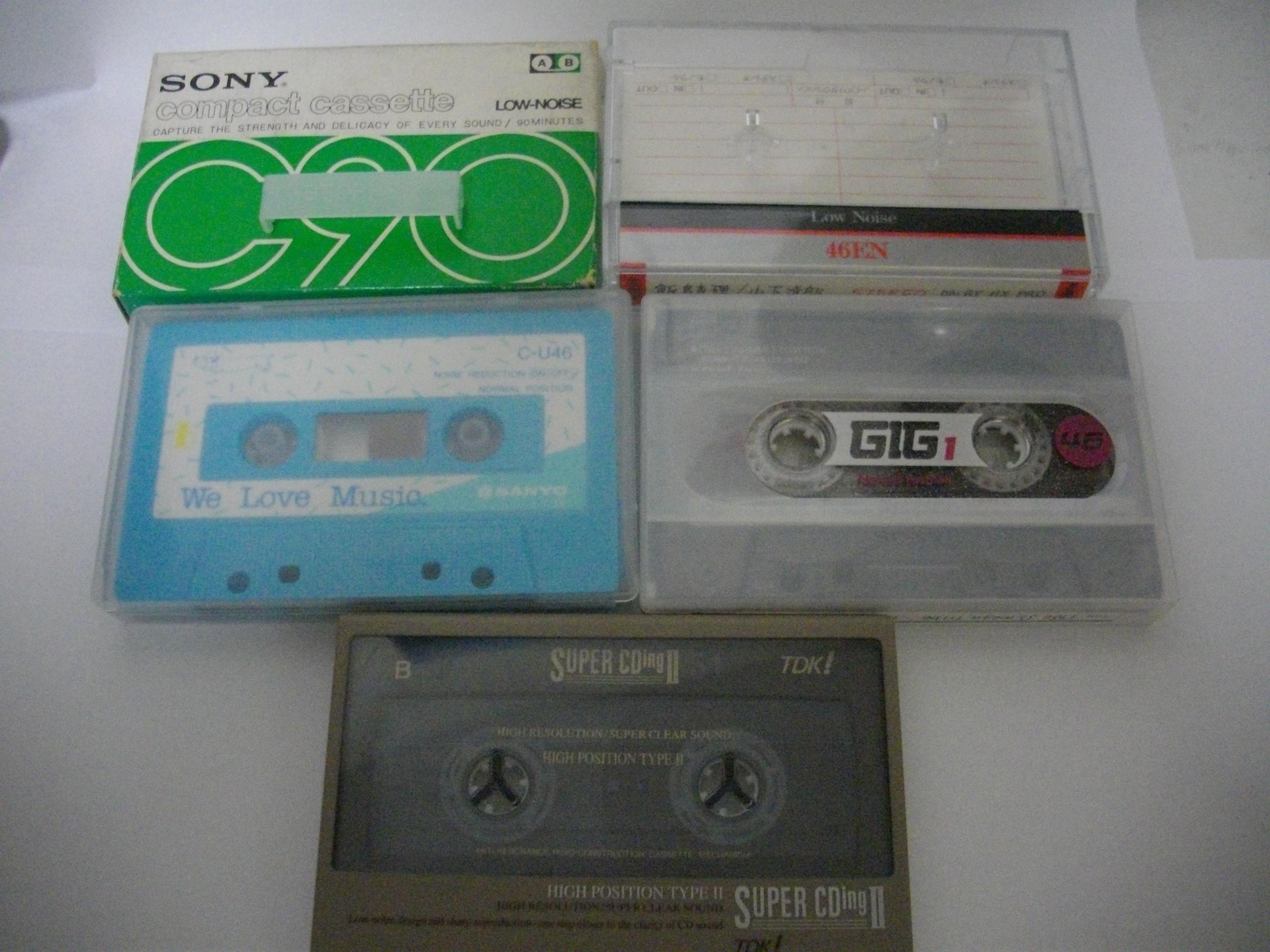
左上から紙ケースとストッパー、Pケース、PPケース、PP（スライドイン）ケース、スリムケース

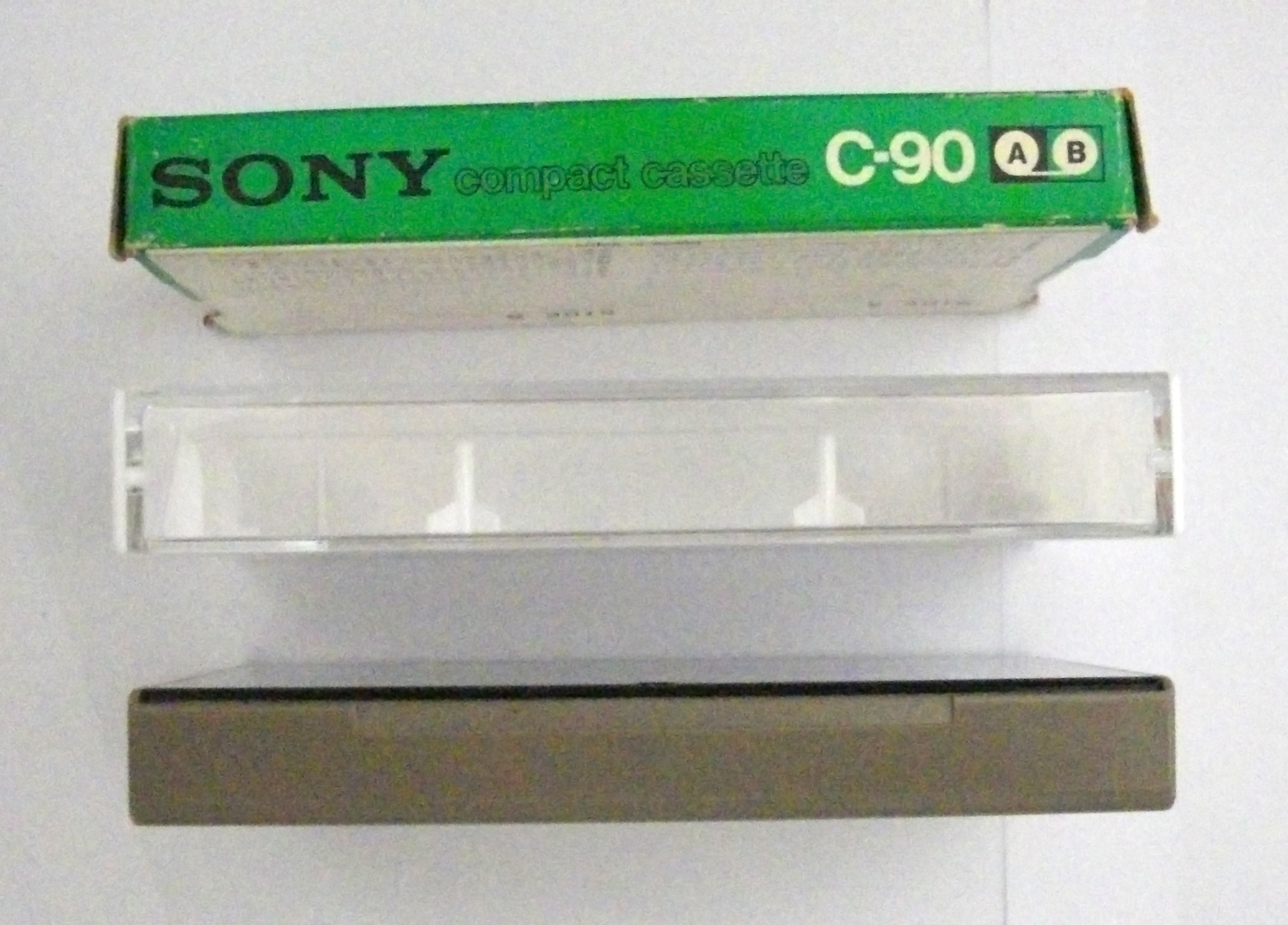
紙ケース、Pケース、スリムケースの厚さ比較

コンパクトカセットのテープはヘッド接触部周囲で外部に露出しており、ケースから出したままの状態ではテープの損傷やほこりの付着を招くため、カセット本体やインデックスカード、タイトル記入シールを収納するためにケースが付属する。ケースに納めるとリールが固定され、持ち運びなどで振動が加わってもテープのたるみが生じない。
紙ケース、ストッパー
プラスチックケースが普及する前およびバルク品には紙製のケースとハブを固定するためのストッパーが付属した。一部の語学練習用テープにもストッパーが付属する。紙ケースにはオープンリールテープと同じような形状も存在する。
プラケース
標準ケースと呼ばれる、厚みがあるタイプ。スリムケース登場前や業務用、ミュージックテープはこのケースが使用される。落下時には他のケースよりも破損しやすいのが欠点である。現在もマクセル他が採用している。
PPケース
ポリプロピレン樹脂等を使用したケースである。バルク品に使用される、インデックスカードが収納できないタイプや、ケース側面から収納するSONYのスライドインケースが存在する。厚さはスリムケースと同じである。
スリムケース
富士マグネテープ（後の富士フイルムアクシア → 富士フイルム。以下AXIA）が開発し、1990年代に他社も含めて主流となった、標準プラケースよりも20%程薄いタイプ。メーカーによってさまざまな収納方法があるが、カセットを逆さに収納するタイプ（初期のAXIA・太陽誘電など）はテープがむき出しになるのでケース開閉時には指先がテープに触れないよう注意する必要がある。後にAXIAはカセット本体をどの方向でも収納出来るスリムケース（通称：どっちでもINスリムケース）を採用。

## 製造・販売会社

### 製造・販売中
※2023年（令和5年）11月現在。太字…ハイグレードタイプ、○印…ハイポジション。

#### 電器・音響系
業務用カセットテープメーカーを除く。
- マクセル（旧・日立マクセル） : UR(UR-10N・UR-20N・UR-60M・UR-90M[10])
  - かつては高精度ハーフを核とする高性能な製品群を擁し、COCOMの対東側禁輸品に指定されたという超高級カセット （Metal-Vertex）も製造していた。このこともあってか、日本メーカーでは上級カセットのラインナップが近年まで最も豊富であった。同社の"UL（→UR）"、"UD （→UDI）"、"XLII"、"MX"はTDKと並びデッキメーカーの基準品として採用されており、同じ系列会社の"Lo-D"ブランドを擁する日立家電（当時）や音響メーカーTEACなどが採用、テープのOEMも行っていた。他にも流通系で生協 （Co-op）やツタヤ、ダイエー、イオングループ等のPB製品にもOEMを行っていた。
  - URのテープに使用されている磁性体・ベースフィルムは2017年1月出荷分以前はSKC製のOEMの低級LH用のものが用いられた。その後、同年2月出荷分以降よりマクセルのインドネシア工場で磁性体・ベースフィルム共々100%内製化された。また2014年2月の出荷分以降より製造コスト削減の理由で遮磁板が割愛されるようになった。
  - 2016年11月25日には同社のカセットテープ発売開始50年記念として1972年（昭和47年）発売当時のUDのカセットハーフ、およびラベル、ケース等の意匠を復刻した『UD デザイン復刻版』が数量限定（全ラインアップ(C10・C46・C60・C90)合計6万巻の限定生産）で発売された[注釈 25]。ただし、テープの中身（磁性体・ベースフィルム）自体は同社の既存のUR相当のものが使用されていた[11][12]。
  - stereo 2019年11月号(音楽之友社)の付録として、新開発の磁性体を採用した「UD60FM」が発売された。

#### 流通系・他

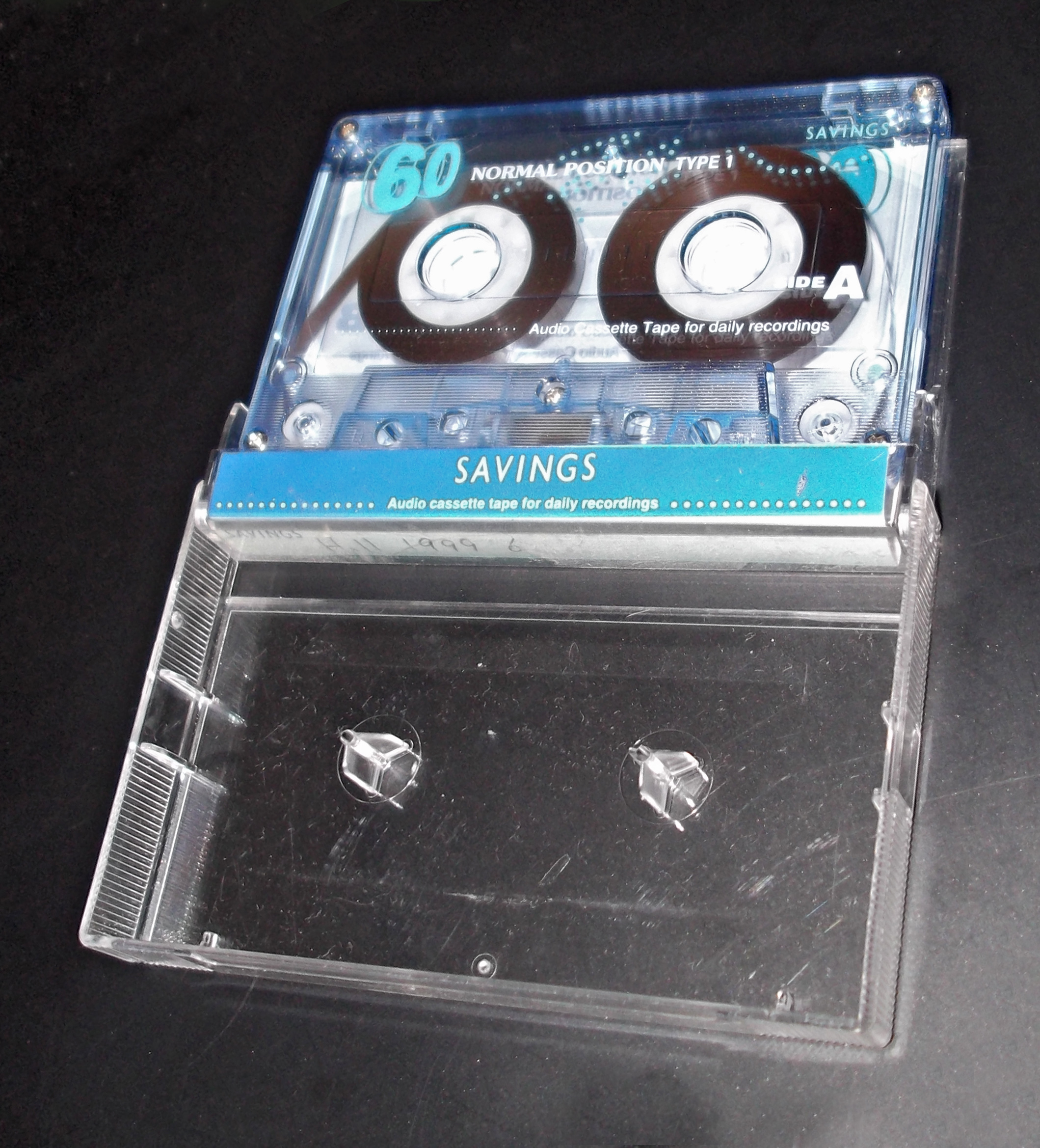
1990年代後半のダイエー・セービング カセットテープ（ノーマルポジション）

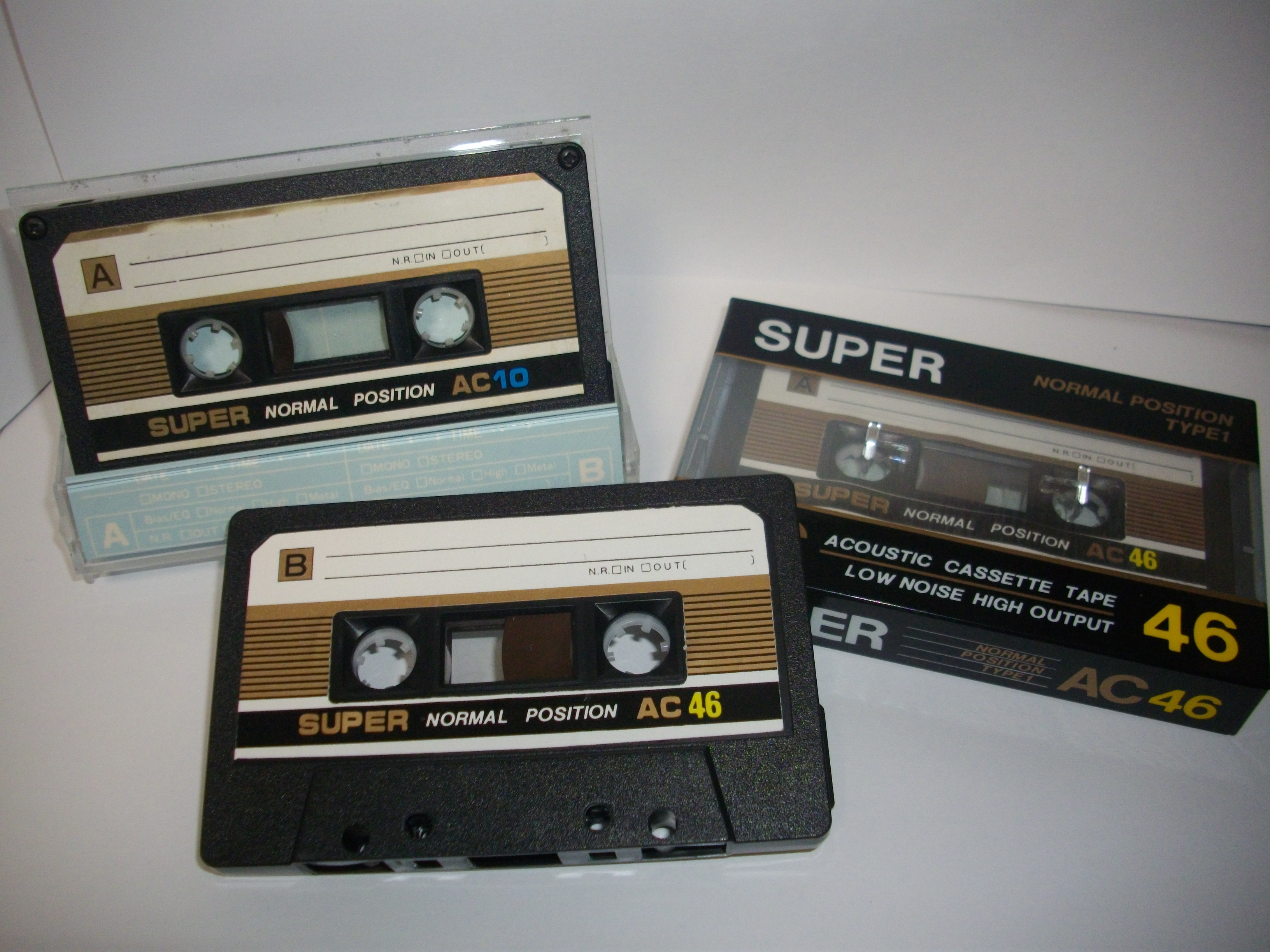
AC10、AC46

- 大創産業(ザ・ダイソー): カセットテープ（品番G134など。ノーマルポジション : C-10・C-20・C-60・C-90）
  - 過去の製品 : Daiso, Flower, Zebra,LX, GX（120のみ）, QX○（以上韓国SKCのOEM）、DS2○（TDKのOEM）、MEo（SAEHANのOEM）、ハイポジション○ : C-60・C-120。
  - 2019年現在としては国内販売されるカセットテープではもっともアルバムの録音時間を考慮させたラインナップ群であり製造国もインドネシア製から中国製に移行中であるが、2015年には、韓国製のC-90が新発売されており、この製品はケースが簡略化されている。ハイポジションについては韓国製で、以前はハイポジションと謳っているが、なぜか検出孔及びテープはノーマルと同様となっており、実質的にノーマルテープであったのだが、2013年8月後半頃に流通が開始されたものは検出孔およびテープはハイポジション仕様に改定された。他にテープのハブストッパが赤色から白色となり、テープ直径が大きくなるなどの細かな違いが確認されている。なお、この改定型ハイポジションII 120分テープが、2016年11月現在、現行唯一のハイポジションテープとなっている。[注釈 26]また、2013年10月ごろには60分テープが新たにラインナップされた。また、ダイソーのハイポジはSAEHANのOEMである（セハン製のハーフとハブと同じ）。しかし、ハイポジションは流通在庫のみ。
  - 録音時間の長短に関わらず基本的に2本組108円で販売されていたが、C-10を除くハイポジションテープと全てのC-120については1本108円となっていた。2015年中期以降はカセットテープは全て108円の単品販売となる。このほか乾式のクリーニングカセットもある。※QXは発売当時、ダイソーオリジナルカセットで唯一のハイポジションテープであったが、DS2の発売に伴い絶版となっている。また、Zebraは初期のみ独BASFのテープ使用。後期のZebraはSKCのOEM。Zebraの組み立ては両方シンガポール。このほかに有名メーカーの在庫放出品と思われる商品が売られることもあるが、こちらは一部を除き録音時間の長短にかかわらず1本108円である。これらの有名メーカー品にはソニーのESシリーズのハイポジションやメタルなど本来ならば高額なカセットも販売されていた時期があった。
- 磁気研究所： カセットテープ（ノーマルポジション : 10・60・90・120）
  - 「HIDISC」ブランドにより10・60・90でパック売りされている。ディスカウントストアやホームセンター、CDショップで販売されている。2016年に入って新規に120分テープも発売している[13]。2018年現在は4本入りである。

#### 海外

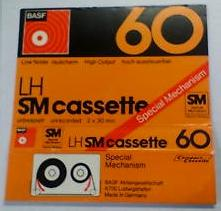
BASF製カセットの包装。メカニズムの概略図が記載されている。

（日本国内での正式販売はないので、輸入問屋などを通じるなどして購入可能）
- Quantegy（米）（旧Ampex） : IRC, AVX, 472○
- Emtec/RMG（独）（旧BASF） : FEI, CEII○, CSII○SHOP99でSOUNDⅠを発売していた時期もあった。
- RAKS（トルコ） : DX, RX, SP1, SP-1S, ED-X, ED-S, ED-SX, SP2○, SP-2S○, SD-X○, SD-S○, SD-SX○, SP-Metal○（メタルポジション）, Cabrio（ポジション不明、カーステレオ用耐熱タイプ）1980年代末期には国内の一部地域でも販売されていたことがある。
- General (シンガポール) : MX(メタルテープ)を2014年7月現在、生産し発売している。

### 製造・販売完了
OEM商品も含む。

#### 国内(電器・音響系)

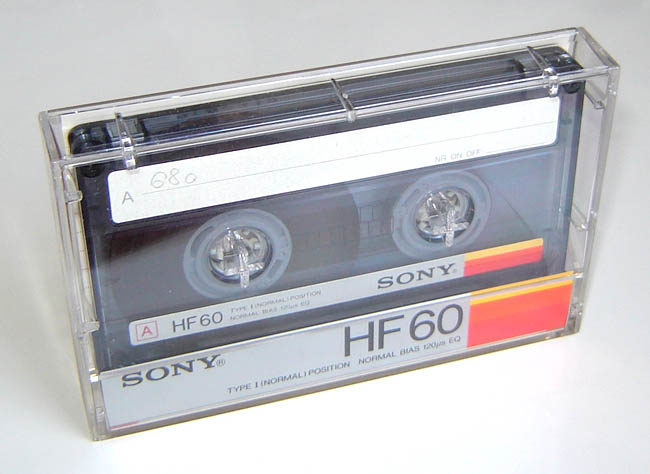
SONY HF（3代目） C60

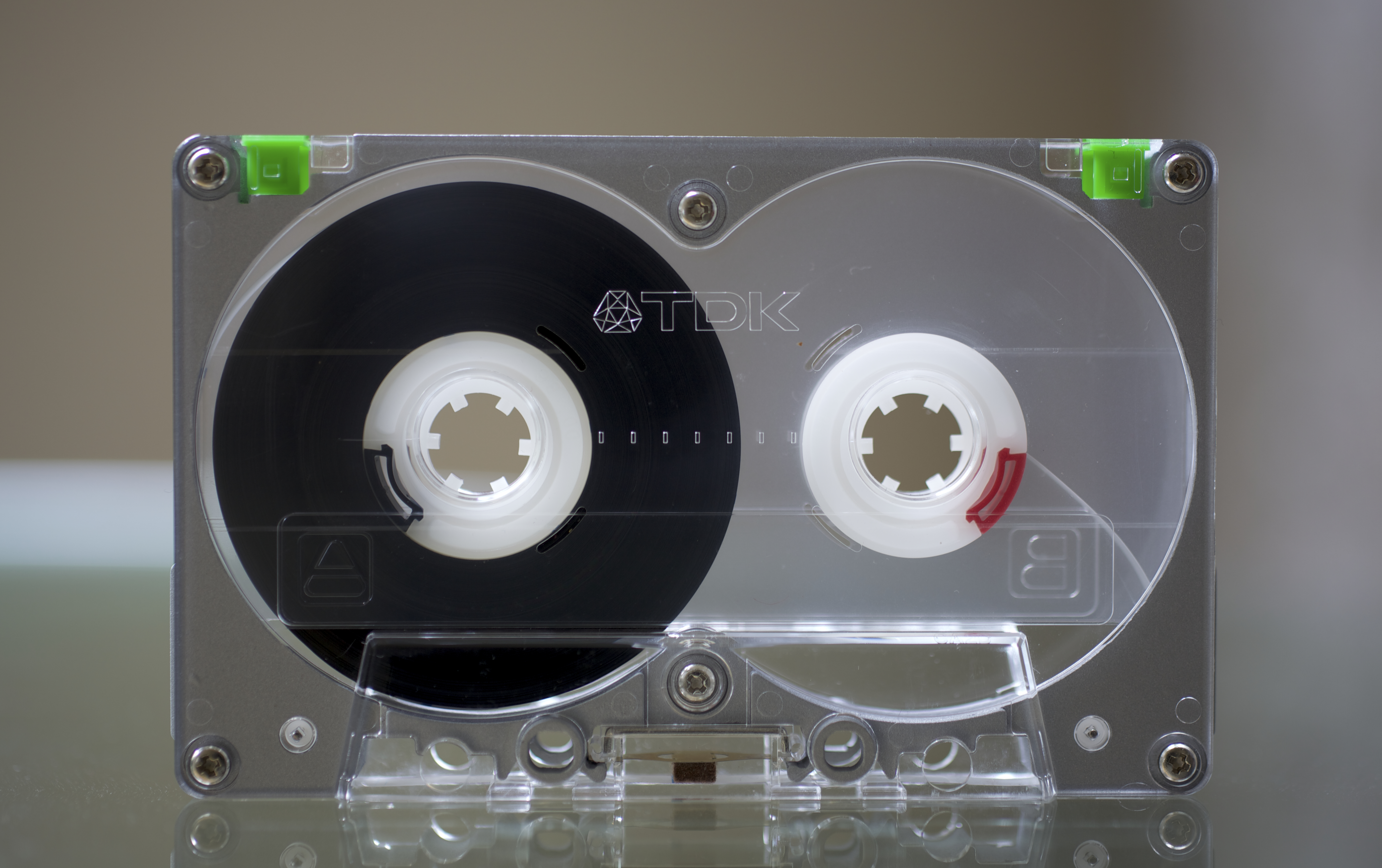
TDK MA-R C90

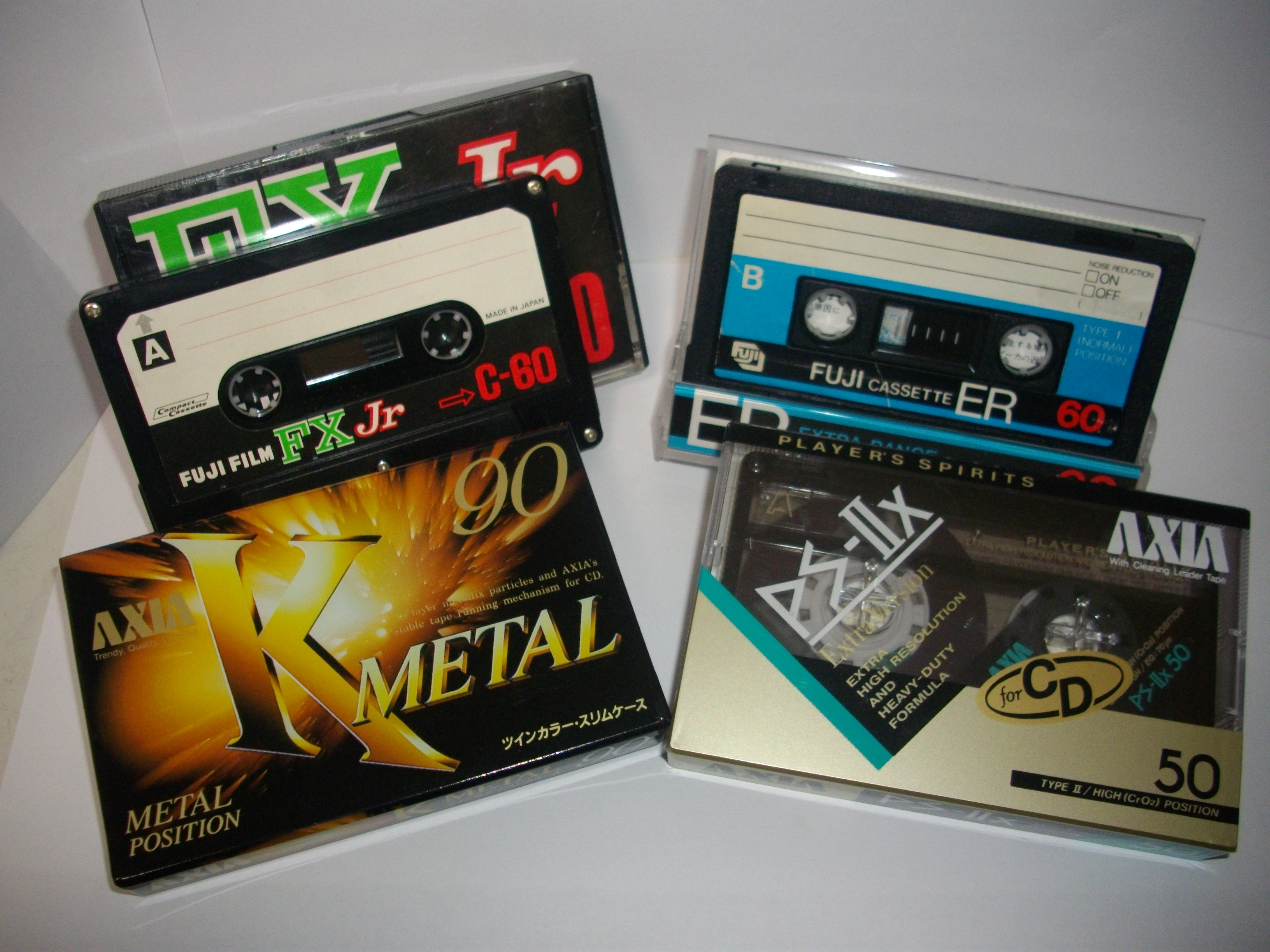
FUJI/AXIAカセットテープ

ソニー

国内における磁気テープ製造の先駆的存在で、コンパクトカセット規格の世界的普及の立役者。フェリクロムテープの開発元で、IEC/Type IIIの基準テープ (DUAD) は同社製。かつては系列会社の「ソニーマグネプロダクツ」（現・ソニーストレージメディアマニュファクチャリング）で製造されており、同社が略名の"SMP"ブランドを付して直接発売したり、系列会社のCBS・ソニー（現・ソニー・ミュージックレーベルズ）ブランドで発売された物もあった。2010年にHF・CDixなどの全製品は一旦生産完了し、流通在庫のみとなったが後述するTDK（およびイメーション）同様、2011年夏から秋にかけて発生したタイ洪水により磁気テープの製造工場が甚大な水没被害を受けたことがきっかけでそのまま製造停止、および操業停止となりコンパクトカセットなどを含む一部の個人向け磁気メディア製品の製造から完全撤退することとなった。
その後2012年7月20日にHFの新製品（同時期のマクセル「UR」のOEM）が発表され、コンパクトカセットの販売を2015年3月まで再開していた。
TDK（現・イメーション）

本来はフェライト等の磁性材料や電気部品メーカー。日本でいちはやくオープンリールテープレコーダー用磁気テープの製造を行い、1966年8月より自社製造を開始したコンパクトカセットでは自社ブランドのみならず、松下（ナショナル・パナソニック・テクニクス）、東芝（オーレックス含む）、トリオ（ケンウッド）、ヤマハ、ナカミチといった多数のメーカーにOEMを行った。また、1968年に世界初のLH（Low Noise High Output・いわゆる音楽専用）タイプといわれる"SD" (SUPER DYNAMIC)や、1970年に国産初のクロムテープ"KR"（Krom・O2）、1975年にクロムテープの代用となる世界初のハイポジションテープ"SA"（SUPER AVILIN）、1979年に国産初にして世界初の超高級メタルテープ"MA-R" (METAL ALLOY Reference, Type IV)といったHiFi指向の強い製品を他に先駆けて発表・発売するなど、カセットの発展に貢献した役割も大きい。同社の音楽用カセット"AD" (ACOUSTIC DYNAMIC, Type I)、"SA" (SUPER AVILIN, Type II)、"MA" (METAL ALLOY, Type IV) はデッキメーカーの基準品として長く採用されてきた。
日本国内における主なコンパクトカセット製造者の中では最後まで残っていたが、2007年8月1日をもってカセットを含む記録メディア関連ブランドは米イメーション社へ譲渡された。ブランド名としての「TDK」はそのまま使用され、パッケージやハーフのメーカー表記が「TDK」から「TDK Life on Record」に切り替えられた。なおテープの製造は韓国・組み立てはタイで行っていた。しかし先述のソニー同様、2011年夏から秋にかけて発生したタイ洪水により製造工場が甚大な水没被害を受けそのまま製造停止、および操業停止となった。こうして2011年12月には製造販売から完全撤退した。
その後、イメーション自体も2015年末をもって記録メディア・ゼネラルオーディオ機器事業から完全撤退しており、1953年10月より展開していた記録メディアブランドとしての「TDK」も名実共に62年2か月の歴史に幕を下ろした。
富士フイルム (FUJI/AXIA)（旧：富士フイルムアクシア←富士マグネテープ←富士オーディオ）

TDK、日立マクセル、ソニー、コロムビアと並ぶ老舗。磁性粉はコバルト被着タイプの“ベリドックス”（その後、改良版のα-ベリドックスへ発展）が有名。自社ブランドのみならず、後述するパイオニアにも1981年1月から1984年12月までOEMを行った。元々は社名の"FUJI"ブランドだったが、1985年"AXIA"ブランドに変更。海外では1985年以降も“FUJI”ブランドにて販売が続けられていた。同時に、写真フィルムの技術を改良し、二層ダイ方式を磁気テープに採用。一度の塗装工程で二層塗りテープの製造を可能とした（後の磁気ディスク関連技術ATOMの源流）。従来技術の二層テープは、下層を一旦乾燥後カレンダーをかけたのちに再び上層を塗るという2度手間をしていた（DUADなど）。この二層ダイ方式の技術を持つテープメーカーは他にコニカしかなかった。"FUJI"ブランドだった頃は、“フジカセット”と呼ばれていた。2006年12月に日本国内における店頭販売は終了、以後在庫のみとなる（一部メディア製品の国内販売終了のご案内）。1990年代中期から販売されていたA1スリムは中国メーカーからのOEMである。なお、初期のA1スリムはニューピュアフェリックスを使用し、韓国で組立をしていた。
アイワ (AIWA)（初代法人 現・ソニーマーケティング）
ソニーのOEM。自社で発売していたマイクロカセットレコーダーに付属のテープもソニーからのOEMであった。日本で初めてカセットレコーダーを発売した。
赤井電機 (AKAI/A&D)
日本コロムビアのOEM。三菱電機との合弁で A&D ブランドを設立した。
朝日コーポレーション (Fairmate)（現・シー・シー・ピー）
韓SKCのOEM。1980年代に普及価格帯のゼネラルオーディオを発売。
エコーソニック (CVS)
国内最多グレード（ノーマル×3、クロム×1、メタル×1）を誇った多彩なリール型カセットを中心に展開。
カシオ計算機
マクセルのOEM。2000年代前半までカジュアルユースのラジカセ、ポータブル機器を発売していた。
クラリオン（現・フォルシアクラリオン・エレクトロニクス ）
家庭用システムコンポを発売していた。日本初のカセットカーステレオ、および家庭用ステレオダブルカセットデッキを発売したメーカーでもある。
コニカ (Magnax/Konica)（現・コニカミノルタ）
米Ampexと設立した小西六アンペックスからMagnax（マグナックス）ブランドを展開し発売していた。アンペックスのライセンスが終了して以降はコニカマグネティックス製造により、Konicaブランドになる。末期は、中国製や韓国製のOEM製品を出していた。磁気テープ部門はのちにTDKへ売却。
三洋電機 (SANYO/OTTO)
三洋電機 東京製作所で製造。かつては"OTTO"というオーディオブランドを展開。1980年代以降は“おしゃれなテレコU4”に代表されるカジュアル製品で知られる。低価格ファッションタイプを中心に展開。C-U (LN)、C-W (LH) などを発売していた。
シチズン
太陽誘電のOEM。ポータブルプレイヤー等を販売していた。
シャープ (SHARP/OPTONICA)
後発のメタルポジション用テープを除きほぼマクセルのOEM（メタルポジション用テープのみTDKのOEM）。"Optonica"というオーディオブランドを展開していた。
太陽誘電 (That's)
元は磁性部品メーカー。本業を生かして、他社に先駆けてメタルテープやメタル磁性体のハイポジション用テープを低価格で発売、一方でジョルジェット・ジウジアーロにハーフデザインを依頼したりと、先鋭的なメーカーだった。
ティアック (TEAC/TASCAM)
業務用を含むテープデッキ・光学ドライブなどで知られる音響メーカー。機構部は自社製だがテープ本体はマクセル製のリール部交換式カセット“オー・カセ”を代表とするリール型を中心に展開していた。2018年現在でも日本の音響メーカーとしては唯一、ラックマウントタイプの業務用を含むフルサイズ仕様の単品コンポーネント用のアナログカセットデッキを製造している（2018年現在はダブルカセットデッキ、およびCDプレーヤー一体型シングルカセットデッキのみ製造）。
東芝 (Aurex/BomBeat/TOSHIBA) （現・東芝エルイートレーディング）
主にTDKのOEM。"Aurex"は同社オーディオの、"BomBeat"はラジカセのブランド。東芝、BomBeatブランドでは低価格のノーマルテープ（F/FS/TD/K いずれもTDK-D相当）を、AurexブランドではLHクラスのノーマルテープ、ハイポジション、メタルポジションを発売していたが1980年代末期に撤退。
トリオ/ケンウッド (TRIO/KENWOOD)（現・JVCケンウッド）
TDKのOEM。本来は通信機器メーカーで、かつてはFM/AMチューナーで有名。現在も高品質のコンポやカーオーディオを中心に展開。
ナカミチ (Nakamichi)
TDKのOEMだが選別品のため稀少。世界初の3ヘッドデッキを発売した高級カセットデッキメーカーだった。
日本コロムビア (Columbia/DENON)
以前は栃木県の子会社のコロムビアマグネプロダクツ（1999年12月を以って清算）で製造。現在は"DENON"ブランドは分離、日本マランツ（現・マランツコンシューマーマーケティング）と合併し"ディーアンドエムホールディングス"（デノン コンシューマーマーケティング）へとなってからの読みは"デノン"。国内メーカーではソニー以外に唯一フェリクロム (DX5) を発売していた。1980年代初頭には同社のLH級ノーマルポジション用テープ (DX3)を使用したミュージックテープ（ドルビーB NR録音）も「JUST COMPO DENON DX」シリーズとしてジャズ、クラシック、フュージョンを中心に発売していた。
日本ビクター （現・JVCケンウッド）(Victor/JVC(海外市場向け))
日本国内で業界初のメタル対応カセットデッキ初号機となる「KD-A6」（1978年11月発売）を発売。かつては、自社オリジナル製品を出していた（ただし、1983年から1985年にかけて販売されたDA1・DA3・DA7等の一部の製品は日本コロムビア(DENON)のOEMであり、最末期はほぼ中国の磁気記録メディアメーカー製のOEMだった）。なおビクター音楽産業（現・JVCケンウッド・ビクターエンタテインメント）からは日本初のメタルミュージックテープ（ドルビーB NR録音）もジャズ、クラシック、フュージョンを中心に発売していた。
パイオニア (Pioneer) （現・オンキヨー&パイオニア）
富士写真フイルムのOEMが基本だが、北米向けと南米向けに限り例外的に日本コロムビア（DENON）のOEMだった。1970年代には米Memorex（現・イメーション）製品を輸入していた。1990年代後期には世界初のデジタル・プロセッシング・システムを搭載したカセットデッキ「T-WD5R」（1996年11月発売）、および「T-D7」（1997年12月発売）などを発売したことで知られる。
パナソニック (National/Panasonic/Technics 旧・松下電器産業)
PX/KXほか。過去に音響のTechnics、家電のNational等のブランドでも製造していたが、1989年5月以降より現在の"Panasonic"ブランドになった。細部のデザインを異にするものの基本的にはTDKのOEM。後にイメーションのOEMを経て最末期はマクセルのOEMとなる。ほぼ唯一Ångrom（オングローム）シリーズの蒸着テープは自社開発だった。Ångromは他にも同社のマイクロカセットテープにも起用された。なお現行品のPXおよびKX（カラオケ専用）はいずれもTDKの生産完了に伴い、一時販売から撤退したが、その後マクセルからのOEM供給で復活した。2014年10月にパナソニック系列店の商品照会にてPX-60A等として、代替品扱いで販売されていたがその後ネットカタログからはカットされて販売を終了した。
ビデオエイコー (EICO)
ハイポジながらメタル磁性粉を使用したETとオープンリール型のEX、阪神タイガース柄のノーマルテープがある。
日立家電 (HITACHI/Lo-D)（現・日立アプライアンス）
当時のグループ企業だったマクセルのOEM。1980年代後期から1990年代初期には独自タイプのハーフもあった。"Lo-D"は同社のオーディオブランド。なお、コンパクトカセットにシェアを奪われて不調に終わり、姿を消したエルカセットのテープだけ、ソニーからのOEMで販売していた。
富士電気化学
富士写真フイルムのOEM。FUJIのテープ（海外向け）とNOVELブランドのカセットテープがある。
三菱電機 (DIATONE)
日本コロムビアのOEM。カセットデッキも発売していた。
日本楽器製造 (YAMAHA) （現 ヤマハ）
当初はTDKのOEMだったが末期には先述のティアック同様、オープンリール型のカセットテープ「MUSIC XX」も発売（ただし、テープそのもののベースはティアック同様、マクセルのOEM）。
ラックス(LUXMAN) (現・ラックスマン）
TDKのOEM。一時期は高級カセットデッキも発売していた。
ワールド・テープ販売（TACTRON）
プロユース（エンジニア用）、プロモーションテープ用と謳っていたカセットテープを製造、販売。ノーマル、ハイポジション、メタルの3種類で、タイムランクはC-60など。日本製、製品素材の供給元は不明だが1980年前後から暫く市場流通をしていた。
ナガオカCT(CT-10・CT-20・CT-60・CT-90)
2019年7月22日に従来品となるCCの後継品として発売された。従来品のCC同様、れっきとした国内組立である（こちらも先述のマクセルの「UD "デザイン復刻版"」同様、テープとハーフ(シェル)はそれぞれ海外生産である）。アイディーマグネテックからのOEMで、新星堂や山野楽器を中心にナガオカ製品取扱店やホームセンターなどで販売。このほか、タワーレコード、ヨドバシカメラやビックカメラでも販売されていた。CT-10のみの取り扱い店舗も存在していた。

#### 海外
住友スリーエム（現・イメーション） (3M/Scotch)
米国の大手化学メーカー（日本法人は住友化学との合弁会社）。世界で最初にメタルテープ (Metafine) を発売。IEC/TypeIVの基準テープは同社製。メタル以降もフェリクロムをラインナップしていた数少ないメーカーのひとつ。
メモレックス (Memorex)
米国の大手メディアメーカー。最も早期にクロムテープを発売した一社。1970年代初頭にはパイオニアからも同社の製品が発売されていた。
BASF（現・Emtec（エムテック）/ RMG）
旧西独の総合化学メーカー。最も早期に音楽専用ノーマルおよびクロムテープを発売した一社で、IEC/TypeIIの基準テープは同社製。日本に最初投入されたカセットテープは、ハーフ内部の左右に乱巻き防止の大きな爪状のテープガイドが装着されていた（Special Mechanism, 後にSecurity Mechanism）。独自のポップアップギミック付カセットケース(C-BOX)などをアピールし、ソニー以外では数少ないフェリクロムもラインナップ。ハイポジションテープについては、他社がコバルト被着酸化鉄系磁性体にシフトする中、最後まで二酸化クロムを使い続けたメーカの一つ。
日本アグフア・ゲバルト (AGFA)
旧西独の大手フィルム・カメラメーカー。基本的にBASFのOEM。
フィリップス (Philips)
オランダの大手総合電機メーカー。コンパクトカセットの開発元。IEC/TypeIの基準テープは同社製。
SKC
韓国大手。国内の多様なメーカー（主に流通系）のOEMも手がけていた。LN、LH、ハイポジを2016年末まで生産していた。また、現行のマクセル URも2017年2月製造・出荷分までSKCからテープのみをOEM調達していた。
コスモ新素材 旧 SAEHAN MEDIA（セハンメディア）
韓国。業務用のLN、LHテープ、ハイポジテープを手掛けていた。ミュージックカセットや業務用製品の形で国内でも流通していた。かつてはソニー HF-S並の性能を持ったLHのテープを生産していた。
GoldStar（ゴールドスター）（現・LGエレクトロニクス）
韓国大手。比較的堅実な造りで安定性・音質ともTDK AR並の水準だった物もあった。
KEEP
韓国。「超高音質」といった大仰なキャッチが多い。実際の作りは安価だが質実剛健であった。一時期、タイ製もあった。
SWIRE Magnetics（スワイア・マグネチック）
香港。林檎マークの「クラスメイト・カセット」等、主にカラフルなファッション系カセットを生産していた。
BON、Excellent、Rainbow
香港製。品質の悪さ、価格の安さなどで一部では有名だった。数種のタイプが確認されている。1980年代中期に国内大手メーカーのC-60普及タイプが実売1本400 - 600円程度の頃、BONは100円程度と驚異的な安さであった。特に品質面の悪さはハーフの貧弱さが目立ち割れやすく、磁性面やベースフィルム自体も極めて耐久性が低く、切れやすかった。電器店などよりもディスカウントショップ(いわゆるバッタ屋)で売られることが多かった。1990年代中頃撤退。
ACME
BONと同じく粗悪で有名だったが、後に音質が改善された。SKCから、磁性粉、バインダ、ペーステープの提供を受けている。日本で発売されているACMEのOEM品はダイソーの中国製と磁気研究所、TOPLANDである。ランクはTOPLANDがLN（最下位）、中国製ダイソーと磁気研究所は低級LHである。ACMEは近年ではLHも出ていた。 ACMEは海外（主に欧米）では、ハイポジも発売していた。
BKB
一時期、ケーヨーD2で売られていた中国製カセットはこのメーカーが生産していた。テープはSKC製。
パングン社
インドネシアの会社。1970年代からマクセルと提携している。マクセル UR（およびUL。いずれも現行品）とソニー HF（最末期）、パナソニック PX（最末期）の組み立て先。インドネシア製ダイソーカセットテープはこの会社が生産している。2017年3月以降に出荷された製品よりカセットテープの組み立てのみならず、磁性体・ベースフィルムの製造（低級LH）もようやく内製化された。

#### 流通系・他
イオン
かつて社名がジャスコの頃（1970年代後半）に自社のロゴ付カセットテープを発売。イオングループ全体としては2008年頃まで、日立マクセル製の「UJ」を発売。トップバリュロゴ付きで音楽再生用途を謳っていた。現在はマクセルの「UR」を売っていてこちらは本家URと同じく会議・レッスン用途に最適としている。
小田急百貨店
全家電量販共同仕入機構 (Jems)
BARONという独自ブランドのカセットテープを、1975年頃まで販売。
ジャスフォート
初期はLGのOEMだったが、1997年頃にSKCのOEMに移行、そして中国製のOEMになる。
新星堂
日本コロムビアからのOEM。現在はマクセル製品およびナガオカ製品を販売している。
セブン-イレブンジャパン
NaNa（C-46 - 120: 2008年まで）、CV-II（1980年代終期 - 1990年代前期頃）といったTDK製の独自デザインの製品が存在した。2013年にはACMEのOEMと見られる、TOPLANDのカセットテープが発売されていた。
ダイエー (Daiei/Azad)
主に日立マクセルのOEMだったが末期は韓国製OEMが主で、プライベートブランドである「セービング (Savings)」と「くらしの88」（88円均一商品）の2つのブランドで出していたが、どれも同じ。SAVING版は単品販売ではなく5 - 10巻セットで販売していた。韓国SKC製と思われる製品を「COLTINA」ブランドで出していた時期もあった。「くり返しに強い」と謳っていた時期もある。
TSUTAYA
マクセルのOEM。
SUPER
SUPER ACというブランドのノーマルカセットテープが1980年代を中心に販売していた。タイムラインナップはC-10、C-18、C-30、C-46、C-60、C-90が確認されており、ハーフの精度やテープの質から国産と思われる。パッケージはTDK似でハーフはマクセル似である。テープはごく普通のLNテープである。バーコードの一例(AC60) 4904950010040
西友 (Seiyu)
長崎屋 (SunBird)
日本生活協同組合連合会 (Co-op)
主にマクセルのOEM。
ミスターマックス (Mr.MAX)
無印良品
韓国製OEM。
三越
薦田紙工業(こもだかみこうぎょう)カセットテープ（ノーマルポジション : C-10・C-20・C-60・C-90）
韓国SKC製の業務用LHテープ（シースルーハーフではない）で、C-10・20・60・90が1本で発売されていた。初期のタイプは白色ハーフだったが、2013年8月頃に再生産されたC-120から順次黒色ハーフに切り替えられた。ただし、C-20については当初から黒色ハーフになっていた。ちなみに、初期のC-120はC-150のテープを流用しているためか、他社のC-120と比べてテープの直径が小さくなっていたのだが、黒ハーフになってからは他社とほぼ同様の直径に改良された。また、黒ハーフのC-90の一部には、C-120のテープを流用していたためか、他社のC-90よりテープの直径が小さくなっているものが混在していた。2016年11月現在の時点でC-30、C-120は流通在庫のみ販売されていたがいずれも2017年末までに終売となった。長らくC-120以外は2本入りで販売されていたが、2015年9月ごろに再生産された物から1本入りに変更され、ケースも簡略化されたものに変更。大創産業以外の100円均一ショップで販売された。

## 主な製品
以下は過去に市販されたものである。

### IEC Type I
※無印は音楽録音専用標準（LH）タイプまたは音楽録音・一般録音用途兼用（LLH）タイプ、#は一般録音用途用低雑音（LN）タイプまたは最初期に発売された一般録音用途用標準（STD）タイプ、太字は音楽録音専用高級（SLH）タイプ、ECはエンドレスカセット。
- TDK

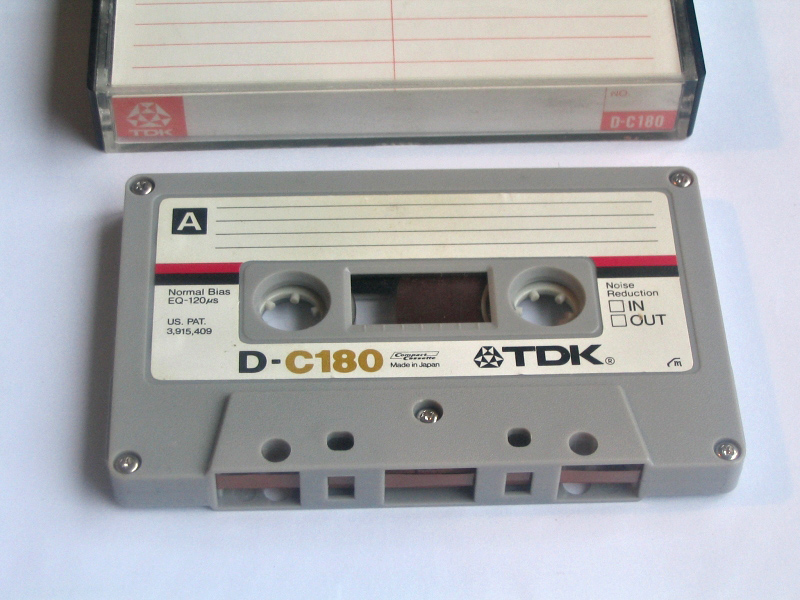
1970年代後期のカセットテープ（東京電気化学工業=TDK製「Dシリーズ」）

  - Synchro Cassette#、LOW NOISE（LN）#、D#、カセット郵便（UC）#、ENDLESS（EC）EC、SD、ED、AD、OD、AD-X、AD-S(AD-SPLENDOR)、DS#、AR、AR-X、JY（実用カセット）#、AE、FREDDIE LAND#、BRILLIANT（B）、ROKU[録]、IF/if、AD-X (New)、PLAY TIME8、CDing-I、Super CDing-I、DJ1、CDing1、AD1、T1（TIME EDIT）、BEAM1
- maxell
  - C#、Popular#、 LOW NOISE（LN）#、UD、UD-XL、UD-XLI、UL(初代)#、XLI、XLI-S、UR、UDI、UR-F、UDI-R、UDI-S、Cassette Cologne、UDI-N、Capsule Cologne、CD-Capsule I、USI、CD'sI、CD-XLI、響ノーマル (HB-1)、UN#、UD1、My1、CHIME 、We1、MusicGear1、SOUND、カラオケ上級者テープ (KJ)、COLOR CLUB、Juke Box（カラオケ）、UL(2代目)

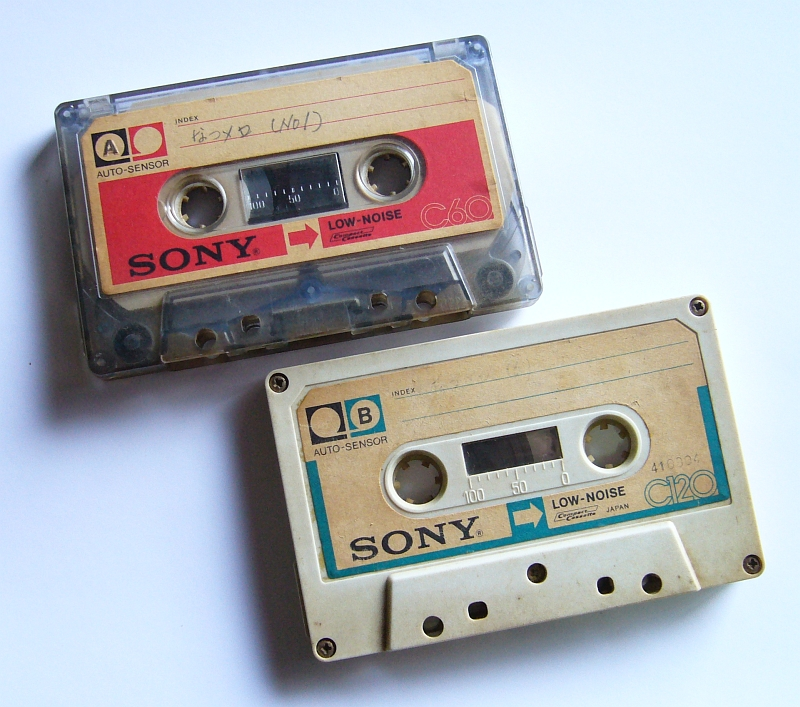
1972年頃のカセットテープ（ソニー製「Low-Noise」） コンパクトカセットのロゴが見える。A面部分の表示は識別用にエンボス入り。

- SONY・CBS/SONY・SMP(SONY MAGNETIC PRODUCTS)
  - MAGAZINE TAPE#、Compact Cassette#、K#、HF(初代最初期のHi-Fi含む)、LL#、LOW NOISE（LN）#、Sentir(CBS/SONY専売)#、CHF#、BHF、AHF、Walkman、Pops、Classic、Vocal、HF-S、HF-X、HF-ES、HF-PRO、Gokkigen!!、WalkmanII、What's up?、HipPop、EXIST、Ala?、Pop-li、CDix、CDixI、ES・I、X-I、G-UP1、GIG1、XSI、X-Tune1、FX-I、The Basic、Purestyyle　XⅠ、With Love、日頃の感謝をこめて
- Fuji・AXIA
  - T#、FL#、FM、FX、FX-Jr、FX-DUO、Range2#、Range4、Range6、DR、ER、FR-I、GT-I、JP、JC、PS-I、HD-Master、JP-F、PS-Is、PS-Ix、GT-Ix、UP、J'z1、AU-I、AU-Ix、A1、A1 color、A1 SLIM、BOX1、PS1、K1、Be1、Z1
- Columbia・DENON
  - TRK#、HQ-LN#、MS(MASTERSONIC)、SP#、1H#、3H、LX#、DX1、DX3、DX4、GX-1、DX1F (PastelLive)、DX3F、RD、RD-F、RD-X、RD-R (Zippy-I)、RD-XS、RD-Z、RE、RE-X、ZP-I、RS、RG、RG-S、RG-X、CD/PAL-I、K-RI、GR-I、GR-IS、C'Do1、VD-01 (Lapisia)、The Audition
- That's
  - FX、RX、EVE-I、FX-XP、CD、PH-I、CD-IS、Si、Fm、Am、Pas-de-deux、CD/IF、OW-1
- Victor・JVC（ただしLNとSFは同時期のTDKのOEM、DA1とDA3は同時期の日本コロムビアのOEM）
  - LN#、SF、DA1、DA3、AF、GF、Root (√)、AF-I、GF-I、J-CLUB、GET'S、Be、RZ-I、RZ
- Magnax・Konica
  - ML#、GMI、JJ、SS、XX、KX-I、XR-I
- Technics・National・Panasonic（細部の仕様は異なるものの自社開発のAngromを除き同時期のTDKのOEM(ただしPXのみ最末期はマクセルのOEM)）
  - A#、LN#、SG、XD、EN#、ED、NA、GA、Angrom G-DU、Angrom X-DU、GA-X、NX、GX、PX-I、PX、KX、EP
- Lo-D・Hitachi
  - LN#、UD、UDR、UD-ER、DL#、ER、SR、SoundBrake、UDR、HE_R、UD_R、CD_R、HE_N、UD_N、DJ-Ⅰ、UD-S、CD-S、CA、UD-f、SOUND BREAK、Twinkle

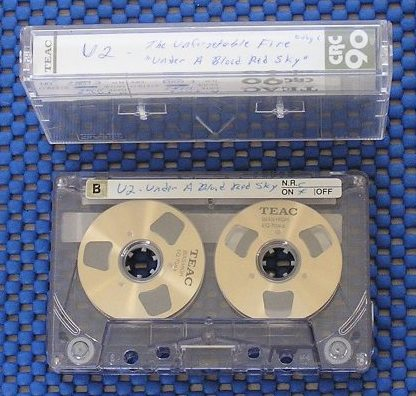
後期のオーディオ用カセットテープ（TEAC製） カセットハーフ（筐体）を透明化した上でハブをオープンリール風のものに模し、音楽用途に適することを表している。後に、同じくティアックからリールを交換可能としたものも販売されたが、普及はしなかった。

- TEAC（ベースフィルムを含む磁気テープ部分のみマクセルのOEM。リール固定タイプ及びリール交換タイプも存在）
  - O-Casse/NT、Sound、Sound-X、MIRROR BOWL
- Pioneer（細部の仕様は異なるものの同時期の富士フイルム、および日本コロムビア(北米・南米向けのみ)のOEM）
  - N1、N2、N2a、N2x（北米専売）、N2z（南米専売）、N3、N3a
- 3M・Scotch
  - 271*、LD (DynaRange)#、LH (HighDensity)、HE (HighEnergy)、Master、Master120μsEQ、Crystal、Tartan#、XS-I、CX、BX、996X-I、S1#、SS（いい音長持ち）
- BASF
  - Low noise（S）#、R#、LN#、LH、LH-S、SLH-I、LH-I、ProI、LH-X、LHC
- NAKAMICHI（細部の仕様は異なるものの同時期のTDKのOEMの厳選品）
  - EX

### IEC Type II
※#は低価格タイプ、太字は高級タイプ。
- TDK
  - KR、SA、SA-X、HX、SF#、CUE#、SR#、SR-X、CDing-II#、Super CDing-II、CDing-II/Walker#、SR-Limited#、T2（TIME EDIT）、DJ2#、CDing2#、AD2#、BEAM2#、NANA (セブンイレブン専売)#、High Position (DS2、ザ・ダイソー専売)#
- maxell
  - CHROME DIOXIDE、CR、UD-XLII、XLII、XLII-S、UDII#、UDII-U#、UDII-S#、Capsule-CologneII#、GPXII、CD-CapsuleII#、USII#、CD'sII#、CD-XLII、響ハイポジ (HB-2)、UD2#、My2#、We2#、MusicGear2#
- SONY・CBS/SONY
  - CHROME CASSETTE、CR、JHF、Rock、UCX、UCX-S、Do#、UX#、UX-S、UX-Pro、UX-Master、CDixII#、UX-Turbo、ES-II、X-II#、HFII#、G-UP2#、GIG2#、XSII、X-Tune2#、FX-II#
- Fuji・AXIA
  - FC、Range4x、UR、FR-II、GT-II、PS-II#、SD-Master、PS-IIs#、PS-IIx、GT-IIx、Hi#、J'z2#、AU-II#、AU-IIx、A2#、BOX2#、PS2#、K2、Z2、Be2#、HK2(HELLO KITTY)#、A2 color#
- Columbia・DENON
  - 5H、DX7、DX8、HD6#、HD-S、HD#、HD-X、HD-L (Zippy-II)#、HD-XS、ZP-2#、HG#、HG-S、HG-X、CD/PAL-II#、HG-M、K-RII#、GX-II、GR-II#、GR-IIS、C'Do2#
- That's
  - EM#、EM-X、EVEII#、EM-XP、Q#、CD-II、PHII#、CD-IIS、OW-2#、CD/IIF、H2#
- Victor・JVC（ただしCRとVXは同時期のTDKのOEM、DA7は同時期の日本コロムビアのOEM）
  - CR、VX、DA7、UF、UF-II、RZ-II#
- Magnax・Konica
  - GM II、EE
- Technics・National・Panasonic（細部の仕様は異なるものの自社開発のAngromを除き同時期のTDKのOEM）
  - CR、XA、XA II、EX、HA#、Angrom DU、Angrom HG-DU、HA-X、HX#、PXII#
- Lo-D・Hitachi
  - CX、UD-EX、EX、SX、UDX#、UD_X#、CD_X、DJ-II#、UD-E#、CD-E、UD-v#
- TEAC（マクセルのOEM。リール固定タイプ及びリール交換タイプ）
  - O-Casse/CT、Cobalt、Cobalt-X
- Pioneer（細部の仕様は異なるものの同時期の富士フイルムのOEM）
  - C1、C1a
- 3M・Scotch
  - Chrome、Master、Master70μsEQ、Master II、XS-II、996X-II#
- BASF
  - Chromedioxide、SCR、ProII、CR-X#、Chrome Super II
- NAKAMICHI
  - SX

### IEC Type III
- SONY・CBS/SONY 
  - Duad、DUAD（初期は酸化鉄+クロム、後に上層はコバルト被着系）
- DENON
  - DX5（初期は酸化鉄+コバルトドープ、後に上層はコバルト被着系）
- 3M・Scotch
  - Classic、MasterIII（酸化鉄+コバルトドープ）
- BASF
  - Ferrochrome、FCR、ProIII（酸化鉄+クロム）

### IEC Type IV
※#印は低価格タイプ、太字は高級タイプ。
- TDK（ダイカストフレームのMA-Rでコンパクトカセットテープにおける超高級品というジャンルを確立した。日本国内で最後までメタルを発売していた）
  - MA、MA-R、MA-X、MA-XG、CDing-IV#、Super CDing-IV、DJ Metal#、CDing-Metal#、MA-XGFermo、MA-EX
- maxell（輸出規制品とされた超高級品Metal-Vertexが有名）
  - MX、Metal-Capsule#、Metal-GPX、Metal-Vertex、METAL-XS、METAL-UD#、Metal-CD's#、Metal-Po'z#
- SONY（初の二層塗布タイプMetal-ES、最エントリークラス(最低価格帯)のメタルテープ普及のきっかけを作ったMetal-XR、およびCDixIVなど他社への影響は大きい）
  - METALLIC、Metal-ES、Metal-S、Metal-Master、Metal-XR#、ES-IV、X-IV#、CDixIV#、SuperMetalMaster、Metal-XRS、ES Metal
- Fuji・AXIA（1990年代より低価格帯が充実）
  - Super-Range、SR、FR-METAL、XD-Master、PS-IVx#、Metal slim#、AU-IVx、K-METAL、PS-METAL#、J'z-METAL#
- DENON（基本的に1グレードだが、末期に高級品MG-Xを発売）
  - DXM、MD、CD-JackIV#、MG-X、GR-IV#
- That's（最も早期にメタルを低価格化し、当初より普及品・標準品の2グレードを持っていた。後に高級品も発売）
  - MG#、MR、MG-X#、MR-X、EVE IV#、MR-XP、CD-IV、SUONO、CD-IV S、PH IV#、CD/IV F、OW-4#
- Victor・JVC（日本で初めてメタル対応デッキを発売。基本的に自社開発且つ1グレードのみのラインアップ）
  - ME、ME-PRO、ME-ProII、ME-NewPro、XF IV
- Magnax・Konica（1グレードのみ）
  - Metal、MM
- Technics・National・Panasonic（細部の仕様は異なるものの同時期のTDKのOEM。Angromのみ自社開発）
  - Compos、MX、EM、Angrom MX-DU、Angrom MA-DU
- Lo-D・Hitachi（同時期のマクセルのOEMだがMTは独自のハーフ）
  - ME、MT-X、MT#
- TEAC（マクセルのOEM。リール固定タイプ及びリール交換タイプ）
  - O-Casse/MT、Studio、Studio-X
- Pioneer（細部の仕様は異なるものの同時期の富士フイルムのOEM）
  - M1、M1a
- 3M・Scotch（メタルテープの開発元であるが、日本では後継製品はなく1種のみ）
  - Metafine
- BASF（海外では製造が続けられていたが、日本では1980年代中期に撤退）
  - Metal、ProIV
- NAKAMICHI（TDKのOEMであるが、選別(厳選)品のため発売量は少ない）
  - ZX

## 年表
- 1962年 蘭フィリップスによる発売開始。
- 1965年
  - 互換性厳守を条件に基本特許が無償公開される。
- 1966年
  - 日立マクセル（現・マクセルホールディングス）が日本初の国産コンパクトカセット "MAXELL C-60" 発売。(7月。東京電気化学工業(以下、現・ TDK)の "Synchro Cassette" は同年9月発売、ソニーの "MAGAZINE TAPE" は同年12月発売)[15][11][16][17]
- 1968年
  - TDKが世界初の音楽録音用ノーマルテープ "SD" を北米にて先行発売（日本向けは翌年より発売）。
- 1969年 TDK の音楽録音用（ノーマルポジション）カセットテープ "SD" がアポロ11号と共に月面へ。
- 1970年
  - 独 BASF 、米メモレックス等より二酸化クロム磁性体採用の高性能タイプ発売（後のType II）。
  - TDKが日本初の二酸化クロム磁性体を採用したクロムポジション (Type II) 用の "KR" を発売。
- 1972年
  - 米 3M （住友スリーエム、現・スリーエム ジャパン）、 Type I 音楽専用タイプにコバルトドープ酸化鉄を採用した "HE" を発売（後年 Type II に転用される）。
- 1973年
  - ソニーより二酸化クロムと酸化鉄の二層塗布によるフェリクロムテープ "DUAD" を発売（後の Type III）。
- 1974年 日立マクセルよりコバルト被着酸化鉄採用の高性能タイプ "UD-XL" を発売。当初はノーマルバイアス (Type I) 、1976年にハイバイアス (Type II) タイプを追加。
- 1975年 TDK よりコバルト被着酸化鉄 "アビリン" を採用したハイ（クロム）ポジション (Type II) 用の "SA" を発売（初代は C-60 のみ）。各社も追随し、後に二酸化クロムの代替として Type II の主流に。
- 1978年
  - 米 3M （住友スリーエム）より鉄合金磁性体によるメタルテープ "Metafine" 発売（後の Type IV）。
- 1979年
  - TDKより鉄合金磁性体 "ファイナビンクス" を採用した日本初のメタルテープ"MA-R"、および"MA"を発売。
- 1983年
  - 太陽誘電、およびTDKより、鉄合金磁性体（いわゆるメタル磁性体）をTypeIIに転用した"EM"（前者）、および"HX"（後者）を発売。
  - 日立マクセルより、無空孔（ポアレス）酸化鉄のType I、"UDI"発売。
- 1984年 松下電器産業より、コバルト蒸着式テープ"オングロームカセット"発売。当初はType IIのみで後にIとIVを追加。
- 1989年 米3M（住友スリーエム）、日本ビクター、日立マクセルなどがマグネタイト核晶のコバルト被着酸化鉄をビデオテープに採用、日立マクセルや日本コロムビア（現・ディーアンドエムホールディングス）などがオーディオテープに採用する。
- 2001年12月 TDKより1999年から製造されていた"MA-EX"が生産完了、これにより日本国内でのメタルテープ (Type IV) の製造・出荷が全て完了となり、2008年9月までに流通在庫分が全て完売となった。
- 2011年12月 2008年にイメーション株式会社に吸収合併されたTDKマーケティングは、（当時）タイで製造し、日本国内で販売している一般録音用ノーマルポジション (Type I)である"AE"、および唯一の本格音楽録音用ノーマルポジション (Type I)である"CDing I"、唯一のハイポジション (Type II) である"CDing II"を出荷完了（実際はタイ洪水により同年7月中に生産打ち切り）、これにより日本国内でのハイポジションテープ (Type II) の出荷が全て完了となり、2015年12月までに流通在庫分が全て完売となった。
- 2019年7月現在、日本における現行商品として発売されている一般ユーザー用カセットテープは、ほぼ低級LH（Low-class Low Noise High-Output）タイプのノーマルポジション (Type I) のみとなっている。

## 符号位置
絵文字が Unicode 7.0 にて収録された。
| 記号 | Unicode | JIS X 0213 | 文字参照            | 名称           |
| ---- | ------- | ---------- | ------------------- | -------------- |
| 🖭    | U+1F5AD | -          | &#x1F5AD; &#128429; | TAPE CARTRIDGE |